# Wereldkampioenschap voetbal 2010 (kwalificatie UEFA)
Namens de Europese bond UEFA deden alle 53 bij de UEFA aangesloten landen mee aan de kwalificatie om 13 beschikbare plaatsen in de eindronde van het Wereldkampioenschap voetbal 2010.

## Opzet
Op 23 juni 2007 is de Europese kwalificatieopzet voor het WK op het Abe Lenstra Stadion in Heerenveen bekendgemaakt. De teams zouden worden ingedeeld in 9 groepen, acht van zes en een van vijf. De winnaar van elke groep plaatste zich rechtstreeks voor het WK, de 8 beste nummers twee speelden onderling play-offs, waarvan de winnaars zich eveneens voor het WK plaatst. De beste nummers twee werden bepaald aan de hand van de prestaties tegen de nummers 1. 3. 4 en 5 zodat de nummer 2 van groep 9. de groep met 5 teams, niet benadeeld zou worden. Ook regerend wereldkampioen Italië moest zich via de kwalificatie proberen te plaatsen voor de eindronde.
| FIFA-lid    | Confederatie | Kwalificatie  | Kwal. datum      | Aantal dln. (incl. 2010) | Dln. op rij | Eerste dln. | Laatste dln. | Titels (excl. 2010) | Beste prestatie |
| ----------- | ------------ | ------------- | ---------------- | ------------------------ | ----------- | ----------- | ------------ | ------------------- | --------------- |
| Denemarken  | UEFA         | 1e Groep 1    | 10 oktober 2009  | 4e                       | 1           | 1986        | 2002         | 0                   | Kwartfinale     |
| Duitsland   | UEFA         | 1e Groep 4    | 10 oktober 2009  | 17e                      | 15          | 1934        | 2006         | 3                   | Winnaar         |
| Engeland    | UEFA         | 1e Groep 6    | 9 september 2009 | 13e                      | 4           | 1950        | 2006         | 1                   | Winnaar         |
| Frankrijk   | UEFA         | Uefa Play-off | 18 november 2009 | 13e                      | 4           | 1930        | 2006         | 1                   | Winnaar         |
| Griekenland | UEFA         | Uefa Play-off | 18 november 2009 | 2e                       | 1           | 1994        | 1994         | 0                   | Groepsfase      |
| Italië      | UEFA         | 1e Groep 8    | 10 oktober 2009  | 17e                      | 13          | 1934        | 2006         | 5                   | Winnaar         |
| Nederland   | UEFA         | 1e Groep 9    | 6 juni 2009      | 9e                       | 2           | 1934        | 2006         | 0                   | Tweede          |
| Portugal    | UEFA         | Uefa Play-off | 18 november 2009 | 5e                       | 3           | 1966        | 2006         | 0                   | Derde           |
| Servië      | UEFA         | 1e Groep 7    | 10 oktober 2009  | 1e                       | 1           | 2010        | -            | 0                   |                 |
| Slovenië    | UEFA         | Uefa Play-off | 14 november 2009 | 2e                       | 1           | 2002        | 2002         | 0                   | Groepsfase      |
| Slowakije   | UEFA         | 1e Groep 3    | 14 oktober 2009  | 1e                       | 1           | 2010        | -            | 0                   |                 |
| Spanje      | UEFA         | 1e Groep 5    | 9 september 2009 | 13e                      | 9           | 1934        | 2006         | 0                   | Vierde          |
| Zwitserland | UEFA         | 1e Groep 2    | 14 oktober 2009  | 9e                       | 2           | 1934        | 2006         | 0                   | Kwartfinale     |

## Loting
De loting vond plaats op 25 november 2007 in Durban, Zuid-Afrika.
Voorafgaand aan de loting werden de landen naar sterkte ingedeeld in 6 potten; vijf van 9 teams en een van 8 teams. Deze indeling was conform de meest actuele FIFA-wereldranglijst van november 2007 die op de 23e van die maand verscheen. In deze zijn de resultaten van de laatste ronde van de kwalificatie voor het EK 2008 verwerkt. Die wedstrijden hadden onder meer tot gevolg dat Engeland uit de eerste groep viel ten gunste van Griekenland.

### Potindeling
Uit elke pot werd elk land in een andere groep geloot. Landen die in dezelfde pot zijn ingedeeld konden dus niet tegen elkaar spelen. De vetgedrukte landen wisten zich uiteindelijk te kwalificeren.
| Pot 1 (groepshoofden)                                                                                            | Pot 2                                                                                                 | Pot 3                                                                                                   |
| --- | --- | --- |
| - Italië - Spanje - Duitsland - Tsjechië - Frankrijk - Portugal - Nederland - Kroatië - Griekenland              | - Engeland - Roemenië - Schotland - Turkije - Bulgarije - Rusland - Polen - Zweden - Israël           | - Noorwegen - Oekraïne - Servië - Denemarken - Noord-Ierland - Ierland - Finland - Zwitserland - België |
| Pot 4 | Pot 5                                                                                                 | Pot 6                                                                                                   |
| - Slowakije - Bosnië en Herzegovina - Hongarije - Moldavië - Wales - Macedonië - Wit-Rusland - Litouwen - Cyprus | - Georgië - Albanië - Slovenië - Letland - IJsland - Armenië - Oostenrijk - Kazachstan - Azerbeidzjan | - Liechtenstein - Estland - Malta - Luxemburg - Montenegro - Andorra - Faeröer - San Marino             |

## Groepswedstrijden
De negen groepswinnaars plaatsen zich voor het WK. De acht beste nummers 2 spelen onderling nog een beslissingswedstrijd (thuis en uit), waarbij de vier winnaars zich ook voor het WK plaatsen. De slechtste nummer 2 is overigens direct uitgeschakeld. De beste nummers twee worden bepaald aan de hand van de prestaties tegen de nummers 1. 3. 4 en 5 uit de groep om de nummer 2 uit groep 9 niet te benadelen.

### Groep 1
Portugal had een weinig succesvol EK achter de rug (in de kwartfinale kansloos tegen Duitsland), na zes jaar verruilde coach Felipe Scolari Portugal voor Chelsea FC, de assistent van Manchester United, Carlos Queiroz werd de nieuwe coach. Op de tweede speeldag stond Portugal vlak voor tijd met 2-1 voor in de thuiswedstrijd tegen Denemarken, maar gaf de wedstrijd in de slotfase volledig uit handen: 2-3 met een winnend doelpunt van Daniel Jensen. Na een doelpuntloos gelijkspel in Zweden blameerde Portugal zich opnieuw door thuis doelpuntloos gelijk te spelen tegen laagvlieger Albanië. Albanië werd gecoacht door de Nederlander Arie Haan, die voor successen moest zorgen voor het bescheiden land. Denemarken en Hongarije stonden in december 2008 bovenaan met zeven punten, waarbij Denemarken één wedstrijd minder had gespeeld (drie), Zweden, Portugal en Albanië hadden twee punten achterstand. Ook Hongarije werd geleid door een Nederlandse coach Erwin Koeman, het onderlinge treffen tussen beide Nederlandse coaches eindigde in een 2-0 overwinning voor Erwin Koeman.
Na een serie slechte resultaten (0-0 tegen Malta en een thuisnederlaag tegen Hongarije) werd Arie Haan door de Albanese voetbalbond ontslagen. Aan het einde van het voetbalseizoen 2009-2010 boekte Denemarken een cruciale zege op Zweden, de ploeg had nu met 16 punten uit zes wedstrijden drie punten voorsprong op Hongarije, dat voor de eerste keer in jaren uitzicht had op kwalificatie voor het wereldkampioenschap. De vooraf geplaatste landen Portugal en Zweden volgden op respectievelijk zeven en vier punten achterstand op Denemarken en Hongarije. Portugal ontsnapte tegen Albanië, Bruno Alves scoorde in blessuretijd de winnende treffer. Opvallend was het gebrek aan productiviteit bij Christiano Ronaldo, de speler die in deze periode voor een recordbedrag naar Real Madrid vertrok zou totaal niet scoren voor het nationale team in deze kwalificatie.
In de zevende speelronde dacht Denemarken een reuzesprong te maken voor kwalificatie, het stond vlak voor tijd met 1-0 voor tegen Portugal, maar een late gelijkmaker van Liédson voorkwam zo goed als zeker uitschakeling voor de halve finalist van het vorig WK. Zweden behield ook zijn kans op deelname door in de slotfase van Hongarije te winnen, Zlatan Ibrahimović zorgde voor een kater voor de "Magyaren", die na een nieuwe thuisnederlaag (0-1 tegen Portugal) hun kansen op deelname op een internationaal toernooi sinds 1986 zag reduceren. De spanning was helemaal terug in de groep, toen Denemarken niet verder kwam dan een 1-1 gelijkspel tegen Albanië en Zweden in de slotfase van Malta won. Met de wedstrijd tussen beide Skandinavische ploegen voor de boeg was het gat tussen beide landen drie punten, Portugal en Hongarije volgden op twee punten achterstand.
Hongarije viel definitief af na een 3-0 nederlaag tegen Portugal, een half jaar later zou Erwin Koeman opstappen bij de Hongaarse ploeg, aangezien de nieuwe bondsvoorzitter een binnenlandse coach wilde. Zweden moest nu winnen van Denemarken om niet uitgeschakeld te worden, maar door een 1-0 zege plaatste Denemarken zich voor het WK. Denemarken miste een absolute vedette als Christiano Ronaldo of Zlatan Ibrahimović, maar hadden een sterker collectief dan beide hoger aangeschreven landen. De druiven waren zuur voor Zlatan, hij wou zich uit onvrede over de uitschakeling en het spel stoppen als international, uiteindelijk zou hij toch blijven. Portugal, dat een aantal keren dreigde definitief uitgeschakeld te worden was verzekerd van de tweede plaats met één punt voorsprong op Zweden en moest in de Play-Offs spelen tegen Bosnië en Herzegovina.
| Nr. | Land       | GW | W | G | V | DV | DT | DS  | Ptn | Resultaat                              |
| --- | ---------- | -- | - | - | - | -- | -- | --- | --- | -------------------------------------- |
| 1   | Denemarken | 10 | 6 | 3 | 1 | 16 | 5  | +11 | 21  | Gekwalificeerd voor het hoofdtoernooi. |
| 2   | Portugal   | 10 | 5 | 4 | 1 | 17 | 5  | +12 | 19  | Play-off                               |
| 3   | Zweden     | 10 | 5 | 3 | 2 | 13 | 5  | +8  | 18  |                                        |
| 4   | Hongarije  | 10 | 5 | 1 | 4 | 10 | 8  | +2  | 16  |                                        |
| 5   | Albanië    | 10 | 1 | 4 | 5 | 6  | 13 | –7  | 7   |                                        |
| 6   | Malta      | 10 | 0 | 1 | 9 | 0  | 26 | –26 | 1   |                                        |

|                                                   |         |       |        |                                                                                                |
| 6 september 2008 «onderlinge duels» 18:45 (UTC+2) | Albanië | 0 – 0 | Zweden | Qemal Stafastadion, Tirana Toeschouwers: 13.522 Scheidsrechter: Alberto Undiano Mallenco (ESP) |
| 6 september 2008 «onderlinge duels» 18:45 (UTC+2) | Verslag |       |        | Qemal Stafastadion, Tirana Toeschouwers: 13.522 Scheidsrechter: Alberto Undiano Mallenco (ESP) |

|                                                   |           |       |            |                                                                                        |
| 6 september 2008 «onderlinge duels» 19:45 (UTC+2) | Hongarije | 0 – 0 | Denemarken | Ferenc Puskásstadion, Boedapest Toeschouwers: 18.984 Scheidsrechter: Alain Hamer (LUX) |
| 6 september 2008 «onderlinge duels» 19:45 (UTC+2) | Verslag   |       |            | Ferenc Puskásstadion, Boedapest Toeschouwers: 18.984 Scheidsrechter: Alain Hamer (LUX) |

|                                                   |       |         |                                                |                                                                                 |
| 6 september 2008 «onderlinge duels» 20:00 (UTC+2) | Malta | 0 – 4   | Portugal                                       | Ta' Qalistadion, Ta' Qali Toeschouwers: 11.000 Scheidsrechter: Kevin Blom (NED) |
| 6 september 2008 «onderlinge duels» 20:00 (UTC+2) |       | Verslag | 26' (e.d.) Said 61' Almeida 72' Simão 78' Nani | Ta' Qalistadion, Ta' Qali Toeschouwers: 11.000 Scheidsrechter: Kevin Blom (NED) |

|                                                    |                          |         |              |                                                                                |
| 10 september 2008 «onderlinge duels» 20:15 (UTC+2) | Zweden                   | 2 – 1   | Hongarije    | Råsundastadion, Solna Toeschouwers: 28.177 Scheidsrechter: Florian Meyer (DUI) |
| 10 september 2008 «onderlinge duels» 20:15 (UTC+2) | Källström 55' Holmén 64' | Verslag | 90+3' Rudolf | Råsundastadion, Solna Toeschouwers: 28.177 Scheidsrechter: Florian Meyer (DUI) |

|                                                    |                                   |         |       |                                                                                           |
| 10 september 2008 «onderlinge duels» 20:45 (UTC+2) | Albanië                           | 3 – 0   | Malta | Qemal Stafastadion, Tirana Toeschouwers: 7.400 Scheidsrechter: Robert Schörgenhofer (AUT) |
| 10 september 2008 «onderlinge duels» 20:45 (UTC+2) | Bogdani 45+1' Duro 84' Dallku 90' | Verslag |       | Qemal Stafastadion, Tirana Toeschouwers: 7.400 Scheidsrechter: Robert Schörgenhofer (AUT) |

|                                                    |                          |         |                                          |                                                                                        |
| 10 september 2008 «onderlinge duels» 20:45 (UTC+1) | Portugal                 | 2 – 3   | Denemarken                               | Estádio José Alvalade, Lissabon Toeschouwers: 33.000 Scheidsrechter: Howard Webb (ENG) |
| 10 september 2008 «onderlinge duels» 20:45 (UTC+1) | Nani 42' Deco 86' (pen.) | Verslag | 84' Bendtner 88' C. Poulsen 90+2' Jensen | Estádio José Alvalade, Lissabon Toeschouwers: 33.000 Scheidsrechter: Howard Webb (ENG) |

|                                                  |                          |         |         |                                                                                              |
| 11 oktober 2008 «onderlinge duels» 19:45 (UTC+2) | Hongarije                | 2 – 0   | Albanië | Ferenc Puskásstadion, Boedapest Toeschouwers: 18.000 Scheidsrechter: Claudio Circhetta (SUI) |
| 11 oktober 2008 «onderlinge duels» 19:45 (UTC+2) | Torghelle 49' Juhász 82' | Verslag |         | Ferenc Puskásstadion, Boedapest Toeschouwers: 18.000 Scheidsrechter: Claudio Circhetta (SUI) |

|                                                  |                                  |         |       |                                                                                 |
| 11 oktober 2008 «onderlinge duels» 20:00 (UTC+2) | Denemarken                       | 3 – 0   | Malta | Parken, Kopenhagen Toeschouwers: 33.124 Scheidsrechter: Levan Paniasjvili (GEO) |
| 11 oktober 2008 «onderlinge duels» 20:00 (UTC+2) | Larsen 10', 46' Agger 29' (pen.) | Verslag |       | Parken, Kopenhagen Toeschouwers: 33.124 Scheidsrechter: Levan Paniasjvili (GEO) |

|                                                  |         |       |          |                                                                                  |
| 11 oktober 2008 «onderlinge duels» 20:00 (UTC+2) | Zweden  | 0 – 0 | Portugal | Råsundastadion, Solna Toeschouwers: 33.241 Scheidsrechter: Roberto Rosetti (ITA) |
| 11 oktober 2008 «onderlinge duels» 20:00 (UTC+2) | Verslag |       |          | Råsundastadion, Solna Toeschouwers: 33.241 Scheidsrechter: Roberto Rosetti (ITA) |

|                                                  |       |         |               |                                                                                          |
| 15 oktober 2008 «onderlinge duels» 19:30 (UTC+2) | Malta | 0 – 1   | Hongarije     | Ta' Qalistadion, Ta' Qali Toeschouwers: 4.797 Scheidsrechter: Johannes Valgeirsson (ISL) |
| 15 oktober 2008 «onderlinge duels» 19:30 (UTC+2) |       | Verslag | 23' Torghelle | Ta' Qalistadion, Ta' Qali Toeschouwers: 4.797 Scheidsrechter: Johannes Valgeirsson (ISL) |

|                                                  |          |       |         |                                                                                           |
| 15 oktober 2008 «onderlinge duels» 20:45 (UTC+1) | Portugal | 0 – 0 | Albanië | Estádio Municipal de Braga, Braga Toeschouwers: 29.500 Scheidsrechter: Knut Kircher (DUI) |
| 15 oktober 2008 «onderlinge duels» 20:45 (UTC+1) | Verslag  |       |         | Estádio Municipal de Braga, Braga Toeschouwers: 29.500 Scheidsrechter: Knut Kircher (DUI) |

|                                                   |         |       |         |                                                                                       |
| 11 februari 2009 «onderlinge duels» 19:30 (UTC+1) | Malta   | 0 – 0 | Albanië | Ta' Qalistadion, Ta' Qali Toeschouwers: 2.041 Scheidsrechter: Alexandru Deaconu (ROU) |
| 11 februari 2009 «onderlinge duels» 19:30 (UTC+1) | Verslag |       |         | Ta' Qalistadion, Ta' Qali Toeschouwers: 2.041 Scheidsrechter: Alexandru Deaconu (ROU) |

|                                                |       |         |                                |                                                                                     |
| 28 maart 2009 «onderlinge duels» 20:00 (UTC+1) | Malta | 0 – 3   | Denemarken                     | Ta' Qalistadion, Ta' Qali Toeschouwers: 6.235 Scheidsrechter: Tomasz Mikulski (POL) |
| 28 maart 2009 «onderlinge duels» 20:00 (UTC+1) |       | Verslag | 12', 23' Larsen 89' Nordstrand | Ta' Qalistadion, Ta' Qali Toeschouwers: 6.235 Scheidsrechter: Tomasz Mikulski (POL) |

|                                                |         |         |               |                                                                                     |
| 28 maart 2009 «onderlinge duels» 20:30 (UTC+1) | Albanië | 0 – 1   | Hongarije     | Qemal Stafastadion, Tirana Toeschouwers: 12.000 Scheidsrechter: Björn Kuipers (NED) |
| 28 maart 2009 «onderlinge duels» 20:30 (UTC+1) |         | Verslag | 38' Torghelle | Qemal Stafastadion, Tirana Toeschouwers: 12.000 Scheidsrechter: Björn Kuipers (NED) |

|                                              |          |       |        |                                                                                        |
| 28 maart 2009 «onderlinge duels» 20:45 (UTC) | Portugal | 0 – 0 | Zweden | Estádio do Dragão, Porto Toeschouwers: 40.200 Scheidsrechter: Frank De Bleeckere (BEL) |
| 28 maart 2009 «onderlinge duels» 20:45 (UTC) | Verslag  |       |        | Estádio do Dragão, Porto Toeschouwers: 40.200 Scheidsrechter: Frank De Bleeckere (BEL) |

|                                               |                                 |         |       |                                                                                               |
| 1 april 2009 «onderlinge duels» 19:00 (UTC+2) | Hongarije                       | 3 – 0   | Malta | Ferenc Puskásstadion, Boedapest Toeschouwers: 34.400 Scheidsrechter: Stanislav Soechina (RUS) |
| 1 april 2009 «onderlinge duels» 19:00 (UTC+2) | Hajnal 7' Gera 81' Juhász 90+3' | Verslag |       | Ferenc Puskásstadion, Boedapest Toeschouwers: 34.400 Scheidsrechter: Stanislav Soechina (RUS) |

|                                               |                                         |         |         |                                                                             |
| 1 april 2009 «onderlinge duels» 20:15 (UTC+2) | Denemarken                              | 3 – 0   | Albanië | Parken, Kopenhagen Toeschouwers: 24.320 Scheidsrechter: Damir Skomina (SLO) |
| 1 april 2009 «onderlinge duels» 20:15 (UTC+2) | Andreasen 31' Larsen 37' C. Poulsen 80' | Verslag |         | Parken, Kopenhagen Toeschouwers: 24.320 Scheidsrechter: Damir Skomina (SLO) |

|                                              |        |         |                |                                                                             |
| 6 juni 2009 «onderlinge duels» 20:00 (UTC+2) | Zweden | 0 – 1   | Denemarken     | Råsundastadion, Solna Toeschouwers: 33.619 Scheidsrechter: Mike Riley (ENG) |
| 6 juni 2009 «onderlinge duels» 20:00 (UTC+2) |        | Verslag | 22' Kahlenberg | Råsundastadion, Solna Toeschouwers: 33.619 Scheidsrechter: Mike Riley (ENG) |

|                                              |             |         |                         |                                                                                     |
| 6 juni 2009 «onderlinge duels» 20:45 (UTC+2) | Albanië     | 1 – 2   | Portugal                | Qemal Stafastadion, Tirana Toeschouwers: 13.320 Scheidsrechter: Florian Meyer (DUI) |
| 6 juni 2009 «onderlinge duels» 20:45 (UTC+2) | Bogdani 29' | Verslag | 27' Almeida 90+2' Alves | Qemal Stafastadion, Tirana Toeschouwers: 13.320 Scheidsrechter: Florian Meyer (DUI) |

|                                               |                                                        |         |       |                                                                          |
| 10 juni 2009 «onderlinge duels» 19:00 (UTC+2) | Zweden                                                 | 4 – 0   | Malta | Ullevi, Göteborg Toeschouwers: 25.271 Scheidsrechter: Calum Murray (SCO) |
| 10 juni 2009 «onderlinge duels» 19:00 (UTC+2) | Källström 22' Majstorović 52' Ibrahimović 56' Berg 58' | Verslag |       | Ullevi, Göteborg Toeschouwers: 25.271 Scheidsrechter: Calum Murray (SCO) |

|                                                   |              |         |             |                                                                               |
| 5 september 2009 «onderlinge duels» 20:00 (UTC+2) | Denemarken   | 1 – 1   | Portugal    | Parken, Kopenhagen Toeschouwers: 37.998 Scheidsrechter: Massimo Busacca (SUI) |
| 5 september 2009 «onderlinge duels» 20:00 (UTC+2) | Bendtner 43' | Verslag | 86' Liédson | Parken, Kopenhagen Toeschouwers: 37.998 Scheidsrechter: Massimo Busacca (SUI) |

|                                                   |                   |         |                               |                                                                                           |
| 5 september 2009 «onderlinge duels» 20:00 (UTC+2) | Hongarije         | 1 – 2   | Zweden                        | Ferenc Puskásstadion, Boedapest Toeschouwers: 40.169 Scheidsrechter: Nicola Rizzoli (ITA) |
| 5 september 2009 «onderlinge duels» 20:00 (UTC+2) | Huszti 79' (pen.) | Verslag | 9' Mellberg 90+3' Ibrahimović | Ferenc Puskásstadion, Boedapest Toeschouwers: 40.169 Scheidsrechter: Nicola Rizzoli (ITA) |

|                                                   |       |         |                      |                                                                                    |
| 9 september 2009 «onderlinge duels» 18:30 (UTC+2) | Malta | 0 – 1   | Zweden               | Ta' Qalistadion, Ta' Qali Toeschouwers: 4.705 Scheidsrechter: Adrian McCourt (NIR) |
| 9 september 2009 «onderlinge duels» 18:30 (UTC+2) |       | Verslag | 82' (e.d.) Azzopardi | Ta' Qalistadion, Ta' Qali Toeschouwers: 4.705 Scheidsrechter: Adrian McCourt (NIR) |

|                                                   |             |         |              |                                                                                   |
| 9 september 2009 «onderlinge duels» 20:30 (UTC+2) | Albanië     | 1 – 1   | Denemarken   | Qemal Stafastadion, Tirana Toeschouwers: 8.000 Scheidsrechter: Cüneyt Çakır (TUR) |
| 9 september 2009 «onderlinge duels» 20:30 (UTC+2) | Bogdani 51' | Verslag | 40' Bendtner | Qemal Stafastadion, Tirana Toeschouwers: 8.000 Scheidsrechter: Cüneyt Çakır (TUR) |

|                                                   |           |         |          |                                                                                            |
| 9 september 2009 «onderlinge duels» 20:45 (UTC+2) | Hongarije | 0 – 1   | Portugal | Ferenc Puskásstadion, Boedapest Toeschouwers: 42.000 Scheidsrechter: Stéphane Lannoy (FRA) |
| 9 september 2009 «onderlinge duels» 20:45 (UTC+2) |           | Verslag | 10' Pepe | Ferenc Puskásstadion, Boedapest Toeschouwers: 42.000 Scheidsrechter: Stéphane Lannoy (FRA) |

|                                                  |                |         |        |                                                                                      |
| 10 oktober 2009 «onderlinge duels» 20:00 (UTC+2) | Denemarken     | 1 – 0   | Zweden | Parken, Kopenhagen Toeschouwers: 37.800 Scheidsrechter: Manuel Mejuto González (ESP) |
| 10 oktober 2009 «onderlinge duels» 20:00 (UTC+2) | J. Poulsen 78' | Verslag |        | Parken, Kopenhagen Toeschouwers: 37.800 Scheidsrechter: Manuel Mejuto González (ESP) |

|                                                  |                            |         |           |                                                                                 |
| 10 oktober 2009 «onderlinge duels» 20:45 (UTC+1) | Portugal                   | 3 – 0   | Hongarije | Estádio da Luz, Lissabon Toeschouwers: 50.115 Scheidsrechter: Alain Hamer (LUX) |
| 10 oktober 2009 «onderlinge duels» 20:45 (UTC+1) | Simão 18', 79' Liédson 74' | Verslag |           | Estádio da Luz, Lissabon Toeschouwers: 50.115 Scheidsrechter: Alain Hamer (LUX) |

|                                                  |            |         |             |                                                                             |
| 14 oktober 2009 «onderlinge duels» 20:45 (UTC+2) | Denemarken | 0 – 1   | Hongarije   | Parken, Kopenhagen Toeschouwers: 36.966 Scheidsrechter: Florian Meyer (DUI) |
| 14 oktober 2009 «onderlinge duels» 20:45 (UTC+2) |            | Verslag | 35' Buzsáky | Parken, Kopenhagen Toeschouwers: 36.966 Scheidsrechter: Florian Meyer (DUI) |

|                                                  |                                          |         |       |                                                                                              |
| 14 oktober 2009 «onderlinge duels» 19:45 (UTC+1) | Portugal                                 | 4 – 0   | Malta | Estádio D. Afonso Henriques, Guimarães Toeschouwers: 29.350 Scheidsrechter: Alan Kelly (IRL) |
| 14 oktober 2009 «onderlinge duels» 19:45 (UTC+1) | Nani 14' Simão 45' Veloso 52' Edinho 90' | Verslag |       | Estádio D. Afonso Henriques, Guimarães Toeschouwers: 29.350 Scheidsrechter: Alan Kelly (IRL) |

|                                                  |                                        |         |            |                                                                                 |
| 14 oktober 2009 «onderlinge duels» 20:45 (UTC+2) | Zweden                                 | 4 – 1   | Albanië    | Råsundastadion, Solna Toeschouwers: 25.342 Scheidsrechter: Nikolai Ivanov (RUS) |
| 14 oktober 2009 «onderlinge duels» 20:45 (UTC+2) | Mellberg 6', 42' Berg 40' Svensson 86' | Verslag | 56' Salihi | Råsundastadion, Solna Toeschouwers: 25.342 Scheidsrechter: Nikolai Ivanov (RUS) |

### Groep 2
De favorieten Griekenland en Zwitserland hadden beiden een onsuccesvol EK achter de rug (beiden in de eerste ronde uitgeschakeld) en leken te gaan strijden welk land zich rechtstreeks zou plaatsen voor het EK. Echter, Zwitserland begon teleurstellend aan de reeks met een gelijkspel tegen Israël, waarbij een 0-2 voorsprong werd weggegeven en een blamerende thuisnederlaag tegen Luxemburg dat voor de eerste keer in meer dan zestig jaar kwalificatie-wedstrijden een uitwedstrijd won en de eerste zege sinds 1972. Zwitserland herstelde zich dankzij de spits van FC Twente Blaise Nkufo, die zowel in de thuiswedstrijd tegen Letland als in de uitwedstrijd tegen Griekenland de winnende goal scoorde. Aan het einde van het seizoen 2008/2009 stonden Zwitserland en Griekenland beiden bovenaan met dertien punten uit zes wedstrijden, Letland en Israël waren ook nog kansrijk met respectievelijk drie en vier punten achterstand.
Het onderlinge treffen tussen de twee koplopers eindigde in een 2-0 zege voor Zwitserland, dat een grote stap zette richting kwalificatie. Letland hield hoop op een tweede plaats in de groep na een 0-1 zege in en tegen Israël, met nog twee speeldagen te gaan had Zwitserland drie punten voorsprong op Griekenland en Letland. In de strijd om de tweede plaats schudde Griekeland Letland af in een rechtstreekse confrontatie, Theofanis Gekas scoorde vier doelpunten. Zwitserland had aan één punt genoeg tegen Israël om zich te plaatsen voor de eindronde, het bleef 0-0 in Bazel, Griekenland moest in de Play-Offs spelen tegen Oekraïne.
| Nr. | Land        | GW | W | G | V | DV | DT | DS  | Ptn | Resultaat                              |
| --- | ----------- | -- | - | - | - | -- | -- | --- | --- | -------------------------------------- |
| 1   | Zwitserland | 10 | 6 | 3 | 1 | 18 | 8  | +10 | 21  | Gekwalificeerd voor het hoofdtoernooi. |
| 2   | Griekenland | 10 | 6 | 2 | 2 | 20 | 10 | +10 | 20  | Play-off                               |
| 3   | Letland     | 10 | 5 | 2 | 3 | 18 | 15 | +3  | 17  |                                        |
| 4   | Israël      | 10 | 4 | 4 | 2 | 20 | 10 | +10 | 16  |                                        |
| 5   | Luxemburg   | 10 | 1 | 2 | 7 | 4  | 25 | –21 | 5   |                                        |
| 6   | Moldavië    | 10 | 0 | 3 | 7 | 6  | 18 | –12 | 3   |                                        |

|                                                   |             |         |                           |                                                                                  |
| 6 september 2008 «onderlinge duels» 19:00 (UTC+3) | Moldavië    | 1 – 2   | Letland                   | Sheriffstadion, Tiraspol Toeschouwers: 4.300 Scheidsrechter: Mark Courtney (NIR) |
| 6 september 2008 «onderlinge duels» 19:00 (UTC+3) | Alexeev 76' | Verslag | 8' Karlsons 22' Astafjevs | Sheriffstadion, Tiraspol Toeschouwers: 4.300 Scheidsrechter: Mark Courtney (NIR) |

|                                                   |                          |         |                     |                                                                                       |
| 6 september 2008 «onderlinge duels» 20:55 (UTC+3) | Israël                   | 2 – 2   | Zwitserland         | Ramat Ganstadion, Ramat Gan Toeschouwers: 29.600 Scheidsrechter: Martin Hansson (SWE) |
| 6 september 2008 «onderlinge duels» 20:55 (UTC+3) | Benayoun 73' Sahar 90+2' | Verslag | 45' Yakin 56' Nkufo | Ramat Ganstadion, Ramat Gan Toeschouwers: 29.600 Scheidsrechter: Martin Hansson (SWE) |

|                                                   |           |         |                                                 |                                                                                          |
| 6 september 2008 «onderlinge duels» 20:15 (UTC+2) | Luxemburg | 0 – 3   | Griekenland                                     | Stade Josy Barthel, Luxemburg Toeschouwers: 4.596 Scheidsrechter: Anders Hermansen (DEN) |
| 6 september 2008 «onderlinge duels» 20:15 (UTC+2) |           | Verslag | 36' Torosidis 45+1' Gekas 76' (pen.) Charisteas | Stade Josy Barthel, Luxemburg Toeschouwers: 4.596 Scheidsrechter: Anders Hermansen (DEN) |

|                                                    |              |         |                     |                                                                                             |
| 10 september 2008 «onderlinge duels» 20:30 (UTC+3) | Moldavië     | 1 – 2   | Israël              | Stadionul Zimbru, Chisinau Toeschouwers: 10.500 Scheidsrechter: César Muñiz Fernández (ESP) |
| 10 september 2008 «onderlinge duels» 20:30 (UTC+3) | Picusceac 1' | Verslag | 39' Golan 45' Saban | Stadionul Zimbru, Chisinau Toeschouwers: 10.500 Scheidsrechter: César Muñiz Fernández (ESP) |

|                                                    |         |         |                |                                                                            |
| 10 september 2008 «onderlinge duels» 21:15 (UTC+3) | Letland | 0 – 2   | Griekenland    | Skontostadion, Riga Toeschouwers: 8.600 Scheidsrechter: Tony Chapron (FRA) |
| 10 september 2008 «onderlinge duels» 21:15 (UTC+3) |         | Verslag | 10', 49' Gekas | Skontostadion, Riga Toeschouwers: 8.600 Scheidsrechter: Tony Chapron (FRA) |

|                                                    |             |         |                            |                                                                               |
| 10 september 2008 «onderlinge duels» 20:30 (UTC+2) | Zwitserland | 1 – 2   | Luxemburg                  | Letzigrund, Zürich Toeschouwers: 20.500 Scheidsrechter: Dejan Filipović (SRB) |
| 10 september 2008 «onderlinge duels» 20:30 (UTC+2) | Nkufo 43'   | Verslag | 27' Strasser 87' A. Leweck | Letzigrund, Zürich Toeschouwers: 20.500 Scheidsrechter: Dejan Filipović (SRB) |

|                                                  |                    |         |             |                                                                                  |
| 11 oktober 2008 «onderlinge duels» 17:45 (UTC+2) | Zwitserland        | 2 – 1   | Letland     | AFG Arena, St. Gallen Toeschouwers: 18.026 Scheidsrechter: Lucílio Batista (POR) |
| 11 oktober 2008 «onderlinge duels» 17:45 (UTC+2) | Frei 63' Nkufo 73' | Verslag | 71' Ivanovs | AFG Arena, St. Gallen Toeschouwers: 18.026 Scheidsrechter: Lucílio Batista (POR) |

|                                                  |            |         |                                        |                                                                                      |
| 11 oktober 2008 «onderlinge duels» 20:15 (UTC+2) | Luxemburg  | 1 – 3   | Israël                                 | Stade Josy Barthel, Luxemburg Toeschouwers: 3.562 Scheidsrechter: Igor Jegorov (RUS) |
| 11 oktober 2008 «onderlinge duels» 20:15 (UTC+2) | Peters 14' | Verslag | 2' (pen.) Benayoun 54' Golan 81' Tuama | Stade Josy Barthel, Luxemburg Toeschouwers: 3.562 Scheidsrechter: Igor Jegorov (RUS) |

|                                                  |                                     |         |          |                                                                                                |
| 11 oktober 2008 «onderlinge duels» 21:30 (UTC+3) | Griekenland                         | 3 – 0   | Moldavië | Georgios Karaiskákisstadion, Piraeus Toeschouwers: 13.684 Scheidsrechter: Espen Berntsen (NOR) |
| 11 oktober 2008 «onderlinge duels» 21:30 (UTC+3) | Charisteas 31', 51' Katsouranis 40' | Verslag |          | Georgios Karaiskákisstadion, Piraeus Toeschouwers: 13.684 Scheidsrechter: Espen Berntsen (NOR) |

|                                                  |                  |         |              |                                                                               |
| 15 oktober 2008 «onderlinge duels» 19:00 (UTC+3) | Letland          | 1 – 1   | Israël       | Skontostadion, Riga Toeschouwers: 7.100 Scheidsrechter: Vladimír Hriňák (SVK) |
| 15 oktober 2008 «onderlinge duels» 19:00 (UTC+3) | Koļesņičenko 89' | Verslag | 50' Benayoun | Skontostadion, Riga Toeschouwers: 7.100 Scheidsrechter: Vladimír Hriňák (SVK) |

|                                                  |           |       |          |                                                                                       |
| 15 oktober 2008 «onderlinge duels» 20:15 (UTC+2) | Luxemburg | 0 – 0 | Moldavië | Stade Josy Barthel, Luxemburg Toeschouwers: 2.157 Scheidsrechter: Marcin Borski (POL) |
| 15 oktober 2008 «onderlinge duels» 20:15 (UTC+2) | Verslag   |       |          | Stade Josy Barthel, Luxemburg Toeschouwers: 2.157 Scheidsrechter: Marcin Borski (POL) |

|                                                  |                |         |                           | |
| 15 oktober 2008 «onderlinge duels» 21:30 (UTC+3) | Griekenland    | 1 – 2   | Zwitserland               | Georgios Karaiskákisstadion, Piraeus Toeschouwers: 28.810 Scheidsrechter: Luis Medina Cantalejo (ESP) |
| 15 oktober 2008 «onderlinge duels» 21:30 (UTC+3) | Charisteas 68' | Verslag | 42' (pen.) Frei 77' Nkufo | Georgios Karaiskákisstadion, Piraeus Toeschouwers: 28.810 Scheidsrechter: Luis Medina Cantalejo (ESP) |

|                                                |           |         |                                                       |                                                                                     |
| 28 maart 2009 «onderlinge duels» 17:00 (UTC+1) | Luxemburg | 0 – 4   | Letland                                               | Stade Josy Barthel, Luxemburg Toeschouwers: 2.516 Scheidsrechter: Mark Whitby (WAL) |
| 28 maart 2009 «onderlinge duels» 17:00 (UTC+1) |           | Verslag | 25' Karlsons 48' Cauņa 71' Višņakovs 86' Perepļotkins | Stade Josy Barthel, Luxemburg Toeschouwers: 2.516 Scheidsrechter: Mark Whitby (WAL) |

|                                                |          |         |                          |                                                                                       |
| 28 maart 2009 «onderlinge duels» 18:45 (UTC+2) | Moldavië | 0 – 2   | Zwitserland              | Stadionul Zimbru, Chisinau Toeschouwers: 10.500 Scheidsrechter: Dougie McDonald (SCO) |
| 28 maart 2009 «onderlinge duels» 18:45 (UTC+2) |          | Verslag | 32' Frei 90+3' Fernandes | Stadionul Zimbru, Chisinau Toeschouwers: 10.500 Scheidsrechter: Dougie McDonald (SCO) |

|                                                |           |         |             |                                                                                        |
| 28 maart 2009 «onderlinge duels» 21:00 (UTC+2) | Israël    | 1 – 1   | Griekenland | Ramat Ganstadion, Ramat Gan Toeschouwers: 38.000 Scheidsrechter: Roberto Rosetti (ITA) |
| 28 maart 2009 «onderlinge duels» 21:00 (UTC+2) | Golan 55' | Verslag | 42' Gekas   | Ramat Ganstadion, Ramat Gan Toeschouwers: 38.000 Scheidsrechter: Roberto Rosetti (ITA) |

|                                               |                               |         |           |                                                                             |
| 1 april 2009 «onderlinge duels» 18:30 (UTC+3) | Letland                       | 2 – 0   | Luxemburg | Skontostadion, Riga Toeschouwers: 6.700 Scheidsrechter: Fırat Aydınus (TUR) |
| 1 april 2009 «onderlinge duels» 18:30 (UTC+3) | Žigajevs 44' Verpakovskis 76' | Verslag |           | Skontostadion, Riga Toeschouwers: 6.700 Scheidsrechter: Fırat Aydınus (TUR) |

|                                               |                                   |         |           |                                                                                             |
| 1 april 2009 «onderlinge duels» 21:30 (UTC+3) | Griekenland                       | 2 – 1   | Israël    | Pankritio Stadion, Iraklion Toeschouwers: 22.794 Scheidsrechter: Olegário Benquerença (POR) |
| 1 april 2009 «onderlinge duels» 21:30 (UTC+3) | Salpigidis 32' Samaras 67' (pen.) | Verslag | 60' Barda | Pankritio Stadion, Iraklion Toeschouwers: 22.794 Scheidsrechter: Olegário Benquerença (POR) |

|                                               |                    |         |          |                                                                                    |
| 1 april 2009 «onderlinge duels» 20:30 (UTC+2) | Zwitserland        | 2 – 0   | Moldavië | Stade de Genève, Genève Toeschouwers: 20.100 Scheidsrechter: Gianluca Rocchi (ITA) |
| 1 april 2009 «onderlinge duels» 20:30 (UTC+2) | Nkufo 20' Frei 52' | Verslag |          | Stade de Genève, Genève Toeschouwers: 20.100 Scheidsrechter: Gianluca Rocchi (ITA) |

|                                                   |          |       |           |                                                                                        |
| 5 september 2009 «onderlinge duels» 19:00 (UTC+3) | Moldavië | 0 – 0 | Luxemburg | Stadionul Zimbru, Chisinau Toeschouwers: 7.820 Scheidsrechter: Gediminas Mažeika (LTU) |
| 5 september 2009 «onderlinge duels» 19:00 (UTC+3) | Verslag  |       |           | Stadionul Zimbru, Chisinau Toeschouwers: 7.820 Scheidsrechter: Gediminas Mažeika (LTU) |

|                                                   |        |         |            |                                                                                     |
| 5 september 2009 «onderlinge duels» 21:00 (UTC+3) | Israël | 0 – 1   | Letland    | Ramat Ganstadion, Ramat Gan Toeschouwers: 20.000 Scheidsrechter: Knut Kircher (DUI) |
| 5 september 2009 «onderlinge duels» 21:00 (UTC+3) |        | Verslag | 59' Gorkšs | Ramat Ganstadion, Ramat Gan Toeschouwers: 20.000 Scheidsrechter: Knut Kircher (DUI) |

|                                                   |                            |         |             |                                                                                     |
| 5 september 2009 «onderlinge duels» 20:30 (UTC+2) | Zwitserland                | 2 – 0   | Griekenland | St. Jakob-Park, Basel Toeschouwers: 38.500 Scheidsrechter: Frank De Bleeckere (BEL) |
| 5 september 2009 «onderlinge duels» 20:30 (UTC+2) | Grichting 84' Padalino 87' | Verslag |             | St. Jakob-Park, Basel Toeschouwers: 38.500 Scheidsrechter: Frank De Bleeckere (BEL) |

|                                                   |                                                           |         |           |                                                                                        |
| 9 september 2009 «onderlinge duels» 21:00 (UTC+3) | Israël                                                    | 7 – 0   | Luxemburg | Ramat Ganstadion, Ramat Gan Toeschouwers: 7.038 Scheidsrechter: Michael Svendsen (DEN) |
| 9 september 2009 «onderlinge duels» 21:00 (UTC+3) | Barda 9', 21', 43' Baruchyan 15' Golan 58' Sahar 62', 84' | Verslag |           | Ramat Ganstadion, Ramat Gan Toeschouwers: 7.038 Scheidsrechter: Michael Svendsen (DEN) |

|                                                   |                         |         |                       |                                                                              |
| 9 september 2009 «onderlinge duels» 21:30 (UTC+3) | Letland                 | 2 – 2   | Zwitserland           | Skontostadion, Riga Toeschouwers: 8.600 Scheidsrechter: Pavel Královec (CZE) |
| 9 september 2009 «onderlinge duels» 21:30 (UTC+3) | Cauņa 62' Astafjevs 75' | Verslag | 43' Frei 80' Derdiyok | Skontostadion, Riga Toeschouwers: 8.600 Scheidsrechter: Pavel Královec (CZE) |

|                                                   |              |         |             |                                                                                        |
| 9 september 2009 «onderlinge duels» 21:30 (UTC+3) | Moldavië     | 1 – 1   | Griekenland | Stadionul Zimbru, Chisinau Toeschouwers: 9.870 Scheidsrechter: Daniel Stålhammar (SWE) |
| 9 september 2009 «onderlinge duels» 21:30 (UTC+3) | Andronic 90' | Verslag | 33' Gekas   | Stadionul Zimbru, Chisinau Toeschouwers: 9.870 Scheidsrechter: Daniel Stålhammar (SWE) |

|                                                  |           |         |                            | |
| 10 oktober 2009 «onderlinge duels» 17:45 (UTC+2) | Luxemburg | 0 – 3   | Zwitserland                | Stade Josy Barthel, Luxemburg Toeschouwers: 8.031 Scheidsrechter: Eduardo Iturralde González (ESP) |
| 10 oktober 2009 «onderlinge duels» 17:45 (UTC+2) |           | Verslag | 6', 8' Senderos 22' Huggel | Stade Josy Barthel, Luxemburg Toeschouwers: 8.031 Scheidsrechter: Eduardo Iturralde González (ESP) |

|                                                  |                              |         |                |                                                                                  |
| 10 oktober 2009 «onderlinge duels» 21:00 (UTC+2) | Israël                       | 3 – 1   | Moldavië       | Ramat Ganstadion, Ramat Gan Toeschouwers: 8.700 Scheidsrechter: Kevin Blom (NED) |
| 10 oktober 2009 «onderlinge duels» 21:00 (UTC+2) | Barda 22', 70' Ben Dayan 65' | Verslag | 90+2' Calincov | Ramat Ganstadion, Ramat Gan Toeschouwers: 8.700 Scheidsrechter: Kevin Blom (NED) |

|                                                  |                                              |         |                       | |
| 10 oktober 2009 «onderlinge duels» 21:30 (UTC+3) | Griekenland                                  | 5 – 2   | Letland               | Olympisch Stadion Spyridon Louis, Athene Toeschouwers: 18.981 Scheidsrechter: Tom Henning Øvrebø (NOR) |
| 10 oktober 2009 «onderlinge duels» 21:30 (UTC+3) | Gekas 4', 47' (pen.), 57', 90+1' Samaras 73' | Verslag | 12', 40' Verpakovskis | Olympisch Stadion Spyridon Louis, Athene Toeschouwers: 18.981 Scheidsrechter: Tom Henning Øvrebø (NOR) |

|                                                  |                         |         |                         |                                                                                                   |
| 14 oktober 2009 «onderlinge duels» 21:00 (UTC+3) | Griekenland             | 2 – 1   | Luxemburg               | Olympisch Stadion Spyridon Louis, Athene Toeschouwers: 13.932 Scheidsrechter: Darko Čeferin (SLO) |
| 14 oktober 2009 «onderlinge duels» 21:00 (UTC+3) | Torosidis 30' Gekas 33' | Verslag | 90' (e.d.) Papadopoulos | Olympisch Stadion Spyridon Louis, Athene Toeschouwers: 13.932 Scheidsrechter: Darko Čeferin (SLO) |

|                                                  |                            |         |                             |                                                                            |
| 14 oktober 2009 «onderlinge duels» 21:00 (UTC+3) | Letland                    | 3 – 2   | Moldavië                    | Skontostadion, Riga Toeschouwers: 3.800 Scheidsrechter: Jouni Hyytiä (FIN) |
| 14 oktober 2009 «onderlinge duels» 21:00 (UTC+3) | Rubins 32', 44' Grebis 76' | Verslag | 25' Ovseannicov 90' Sofroni | Skontostadion, Riga Toeschouwers: 3.800 Scheidsrechter: Jouni Hyytiä (FIN) |

|                                                  |             |       |        |                                                                                  |
| 14 oktober 2009 «onderlinge duels» 20:00 (UTC+2) | Zwitserland | 0 – 0 | Israël | St. Jakob-Park, Basel Toeschouwers: 38.500 Scheidsrechter: Alexandru Tudor (ROU) |
| 14 oktober 2009 «onderlinge duels» 20:00 (UTC+2) | Verslag     |       |        | St. Jakob-Park, Basel Toeschouwers: 38.500 Scheidsrechter: Alexandru Tudor (ROU) |

### Groep 3
Na een teleurstellend EK had Polen onder leiding van Leo Beenhakker een wisselvallig begin van de WK-kwalificatiewedstrijden, het won van de belangrijkste concurrent Tsjechië, maar verloor van Slowakije, waardoor Polen de koppositie aan de Slowaken verspeelde. In februari 2009 aanvaardde Leo Beenhakker een dubbelfunctie bij het noodlijdende Feyenoord, Beenhakker ging de club adviseren, hetgeen veel wrevel opleverde bij de Poolse bond. De positie van Beenhakker in Polen werd er niet beter op na een 3-2 nederlaag tegen Noord-Ierland, waarbij doelman Artur Boruc een terugspeelbal verkeerd beoordeelde. Beenhakker zette Boruc uit de selectie voor de met 10-0 gewonnen wedstrijd met San Marino. Na een 3-0 nederlaag tegen Slovenië werd Beenhakker ontslagen, later draaide Polen dit besluit om, maar Beenhakker had er geen trek meer in.
De andere favoriet in de groep Tsjechië presteerde nog teleurstellender, het leed thuis een pijnlijke nederlaag tegen buurman Slowakije, dat een stevige voorsprong in deze groep bereikte. Coach Petr Rada werd ontslagen en zes spelers werden geschorst, nadat zij in het gezelschap van prostituees werden betrapt. Na het seizoen 2008/2009 voerde Slowakije de ranglijst aan met vijftien punten uit zes wedstrijden, met een voorsprong van twee punten en een wedstrijd minder gespeeld dan Noord-Ierland. Na een 2-2 gelijkspel in en tegen Slowakije waren de kansen op rechtstreekse plaatsing verkeken  voor de Tsjechen en spits Jan Koller nam afscheid van het nationale team. Na een 0-2 overwinning op Noord-Ierland had Slowakije met nog twee wedstrijden te spelen een ruime voorsprong op de concurrenten.
Concurrentie voor Slowakije kwam uit onverwachte hoek, Slovenië was de laatste jaren teruggevallen, maar na een 3-0 zege op Polen had de ploeg vijf punten achterstand op Slowakije en twee punten voorsprong op Tsjechië met de uitwedstrijd tegen Slowakije voor de boeg. Slovenië won met 0-2 en Slowakije moest de laatste wedstrijd winnen in Polen om zich alsnog te kwalificeren, het miste drie basisspelers door schorsingen. In een besneeuwd Chorzów scoorde Polen in de derde minuut een eigen doelpunt en glibberend bleven de Slovaken overeind ondanks grote kansen voor de Polen. Slowakije plaatste zich voor de eerste keer voor een groot toernooi en had in spelverdeler Marek Hamšík van AS Napoli en topschutter Róbert Vittek van 1. FC Nürnberg zijn belangrijkste spelers. Slovenië won van San Marino, bleef Tsjechië met vier punten voor en moest in de Play-Offs spelen tegen Rusland.
| Nr. | Land          | GW | W | G | V  | DV | DT | DS  | Ptn | Resultaat                              |
| --- | ------------- | -- | - | - | -- | -- | -- | --- | --- | -------------------------------------- |
| 1   | Slowakije     | 10 | 7 | 1 | 2  | 22 | 10 | +12 | 22  | Gekwalificeerd voor het hoofdtoernooi. |
| 2   | Slovenië      | 10 | 6 | 2 | 2  | 18 | 4  | +14 | 20  | Play-off                               |
| 3   | Tsjechië      | 10 | 4 | 4 | 2  | 17 | 6  | +11 | 16  |                                        |
| 4   | Noord-Ierland | 10 | 4 | 3 | 3  | 13 | 9  | +4  | 15  |                                        |
| 5   | Polen         | 10 | 3 | 2 | 5  | 19 | 14 | +5  | 11  |                                        |
| 6   | San Marino    | 10 | 0 | 0 | 10 | 1  | 47 | –46 | 0   |                                        |

|                                                   |                     |         |           |                                                                                         |
| 6 september 2008 «onderlinge duels» 17:00 (UTC+2) | Polen               | 1 – 1   | Slovenië  | Stadion Oporowska, Wrocław Toeschouwers: 7.300 Scheidsrechter: Kristinn Jakobsson (ISL) |
| 6 september 2008 «onderlinge duels» 17:00 (UTC+2) | Żewłakow 17' (pen.) | Verslag | 35' Dedić | Stadion Oporowska, Wrocław Toeschouwers: 7.300 Scheidsrechter: Kristinn Jakobsson (ISL) |

|                                                   |                       |         |                   |                                                                                   |
| 6 september 2008 «onderlinge duels» 17:30 (UTC+2) | Slowakije             | 2 – 1   | Noord-Ierland     | Tehelné pole, Bratislava Toeschouwers: 5.445 Scheidsrechter: Nikolai Ivanov (RUS) |
| 6 september 2008 «onderlinge duels» 17:30 (UTC+2) | Škrtel 46' Hamšík 70' | Verslag | 81' (e.d.) Ďurica | Tehelné pole, Bratislava Toeschouwers: 5.445 Scheidsrechter: Nikolai Ivanov (RUS) |

|                                                    |            |         |                                 |                                                                                               |
| 10 september 2008 «onderlinge duels» 20:30 (UTC+2) | San Marino | 0 – 2   | Polen                           | Olympisch Stadion, Serravalle Toeschouwers: 2.374 Scheidsrechter: Christoforos Zografos (GRE) |
| 10 september 2008 «onderlinge duels» 20:30 (UTC+2) |            | Verslag | 36' Smolarek 66' R. Lewandowski | Olympisch Stadion, Serravalle Toeschouwers: 2.374 Scheidsrechter: Christoforos Zografos (GRE) |

|                                                    |               |       |          |                                                                             |
| 10 september 2008 «onderlinge duels» 19:45 (UTC+1) | Noord-Ierland | 0 – 0 | Tsjechië | Windsor Park, Belfast Toeschouwers: 12.882 Scheidsrechter: Ivan Bebek (CRO) |
| 10 september 2008 «onderlinge duels» 19:45 (UTC+1) | Verslag       |       |          | Windsor Park, Belfast Toeschouwers: 12.882 Scheidsrechter: Ivan Bebek (CRO) |

|                                                    |                    |         |             |                                                                                  |
| 10 september 2008 «onderlinge duels» 20:45 (UTC+2) | Slovenië           | 2 – 1   | Slowakije   | Ljudski vrt, Maribor Toeschouwers: 9.900 Scheidsrechter: Svein Oddvar Moen (NOR) |
| 10 september 2008 «onderlinge duels» 20:45 (UTC+2) | Novakovič 22', 82' | Verslag | 83' Jakubko | Ljudski vrt, Maribor Toeschouwers: 9.900 Scheidsrechter: Svein Oddvar Moen (NOR) |

|                                                  |                               |         |           |                                                                                  |
| 11 oktober 2008 «onderlinge duels» 20:30 (UTC+2) | Polen                         | 2 – 1   | Tsjechië  | Śląskistadion, Chorzów Toeschouwers: 38.293 Scheidsrechter: Wolfgang Stark (DUI) |
| 11 oktober 2008 «onderlinge duels» 20:30 (UTC+2) | Brożek 27' Błaszczykowski 53' | Verslag | 87' Fenin | Śląskistadion, Chorzów Toeschouwers: 38.293 Scheidsrechter: Wolfgang Stark (DUI) |

|                                                  |            |         |                                 |                                                                                      |
| 11 oktober 2008 «onderlinge duels» 20:30 (UTC+2) | San Marino | 1 – 3   | Slowakije                       | Olympisch Stadion, Serravalle Toeschouwers: 1.037 Scheidsrechter: Sascha Kever (SUI) |
| 11 oktober 2008 «onderlinge duels» 20:30 (UTC+2) | Selva 45'  | Verslag | 33' Šesták 39' Kozák 50' Karhan | Olympisch Stadion, Serravalle Toeschouwers: 1.037 Scheidsrechter: Sascha Kever (SUI) |

|                                                  |                               |         |               |                                                                                            |
| 11 oktober 2008 «onderlinge duels» 20:45 (UTC+2) | Slovenië                      | 2 – 0   | Noord-Ierland | Ljudski vrt, Maribor Toeschouwers: 12.385 Scheidsrechter: Eduardo Iturralde González (ESP) |
| 11 oktober 2008 «onderlinge duels» 20:45 (UTC+2) | Novakovič 84' Ljubijankić 85' | Verslag |               | Ljudski vrt, Maribor Toeschouwers: 12.385 Scheidsrechter: Eduardo Iturralde González (ESP) |

|                                                  |            |         |          |                                                                                           |
| 15 oktober 2008 «onderlinge duels» 17:30 (UTC+2) | Tsjechië   | 1 – 0   | Slovenië | Stadion Na Stínadlech, Teplice Toeschouwers: 15.220 Scheidsrechter: Martin Atkinson (ENG) |
| 15 oktober 2008 «onderlinge duels» 17:30 (UTC+2) | Sionko 63' | Verslag |          | Stadion Na Stínadlech, Teplice Toeschouwers: 15.220 Scheidsrechter: Martin Atkinson (ENG) |

|                                                  |                 |         |              |                                                                                    |
| 15 oktober 2008 «onderlinge duels» 20:30 (UTC+2) | Slowakije       | 2 – 1   | Polen        | Tehelné pole, Bratislava Toeschouwers: 17.650 Scheidsrechter: Bertrand Layec (FRA) |
| 15 oktober 2008 «onderlinge duels» 20:30 (UTC+2) | Šesták 85', 86' | Verslag | 70' Smolarek | Tehelné pole, Bratislava Toeschouwers: 17.650 Scheidsrechter: Bertrand Layec (FRA) |

|                                                  |                                             |         |            |                                                                               |
| 15 oktober 2008 «onderlinge duels» 19:45 (UTC+1) | Noord-Ierland                               | 4 – 0   | San Marino | Windsor Park, Belfast Toeschouwers: 12.957 Scheidsrechter: Petteri Kari (FIN) |
| 15 oktober 2008 «onderlinge duels» 19:45 (UTC+1) | Healy 30' McCann 43' Lafferty 56' Davis 75' | Verslag |            | Windsor Park, Belfast Toeschouwers: 12.957 Scheidsrechter: Petteri Kari (FIN) |

|                                                   |            |         |                                 |                                                                                       |
| 19 november 2008 «onderlinge duels» 20:30 (UTC+1) | San Marino | 0 – 3   | Tsjechië                        | Olympisch Stadion, Serravalle Toeschouwers: 1.318 Scheidsrechter: Hannes Kaasik (EST) |
| 19 november 2008 «onderlinge duels» 20:30 (UTC+1) |            | Verslag | 47' Kováč 53' Pospěch 66' Necid | Olympisch Stadion, Serravalle Toeschouwers: 1.318 Scheidsrechter: Hannes Kaasik (EST) |

|                                                   |            |         |                                 |                                                                                            |
| 11 februari 2009 «onderlinge duels» 20:30 (UTC+1) | San Marino | 0 – 3   | Noord-Ierland                   | Olympisch Stadion, Serravalle Toeschouwers: 1.942 Scheidsrechter: Dragomir Stanković (SRB) |
| 11 februari 2009 «onderlinge duels» 20:30 (UTC+1) |            | Verslag | 7' McAuley 33' McCann 63' Brunt | Olympisch Stadion, Serravalle Toeschouwers: 1.942 Scheidsrechter: Dragomir Stanković (SRB) |

|                                              |                                          |         |                            |                                                                                 |
| 28 maart 2009 «onderlinge duels» 17:15 (UTC) | Noord-Ierland                            | 3 – 2   | Polen                      | Windsor Park, Belfast Toeschouwers: 13.357 Scheidsrechter: Martin Hansson (SWE) |
| 28 maart 2009 «onderlinge duels» 17:15 (UTC) | Feeney 10' Evans 47' Żewłakow 61' (e.d.) | Verslag | 27' Jeleń 90+1' Saganowski | Windsor Park, Belfast Toeschouwers: 13.357 Scheidsrechter: Martin Hansson (SWE) |

|                                                |          |       |          |                                                                               |
| 28 maart 2009 «onderlinge duels» 20:45 (UTC+1) | Slovenië | 0 – 0 | Tsjechië | Ljudski vrt, Maribor Toeschouwers: 12.500 Scheidsrechter: Pedro Proença (POR) |
| 28 maart 2009 «onderlinge duels» 20:45 (UTC+1) | Verslag  |       |          | Ljudski vrt, Maribor Toeschouwers: 12.500 Scheidsrechter: Pedro Proença (POR) |

|                                               |                 |         |                          |                                                                                      |
| 1 april 2009 «onderlinge duels» 20:30 (UTC+2) | Tsjechië        | 1 – 2   | Slowakije                | AXA Arena, Praag Toeschouwers: 14.956 Scheidsrechter: Alberto Undiano Mallenco (ESP) |
| 1 april 2009 «onderlinge duels» 20:30 (UTC+2) | Jankulovski 30' | Verslag | 22' Šesták 82' Jendrišek | AXA Arena, Praag Toeschouwers: 14.956 Scheidsrechter: Alberto Undiano Mallenco (ESP) |

|                                               | |         |            |                                                                                    |
| 1 april 2009 «onderlinge duels» 20:30 (UTC+2) | Polen | 10 – 0  | San Marino | Kielcestadion, Kielce Toeschouwers: 15.200 Scheidsrechter: Aleksej Koelbakov (BLR) |
| 1 april 2009 «onderlinge duels» 20:30 (UTC+2) | Boguski 1', 27' Smolarek 18', 60', 72', 81' R. Lewandowski 43' Jeleń 51' M. Lewandowski 63' Saganowski 88' | Verslag |            | Kielcestadion, Kielce Toeschouwers: 15.200 Scheidsrechter: Aleksej Koelbakov (BLR) |

|                                               |               |         |          |                                                                             |
| 1 april 2009 «onderlinge duels» 19:45 (UTC+1) | Noord-Ierland | 1 – 0   | Slovenië | Windsor Park, Belfast Toeschouwers: 13.243 Scheidsrechter: Alon Yefet (ISR) |
| 1 april 2009 «onderlinge duels» 19:45 (UTC+1) | Feeney 73'    | Verslag |          | Windsor Park, Belfast Toeschouwers: 13.243 Scheidsrechter: Alon Yefet (ISR) |

|                                              |                                                                     |         |            |                                                                                       |
| 6 juni 2009 «onderlinge duels» 17:30 (UTC+2) | Slowakije                                                           | 7 – 0   | San Marino | Tehelné pole, Bratislava Toeschouwers: 6.652 Scheidsrechter: Jérôme Efong Nzolo (BEL) |
| 6 juni 2009 «onderlinge duels» 17:30 (UTC+2) | Čech 3', 32' Pekarík 12' Stoch 35' Kozák 42' Jakubko 63' Hanzel 68' | Verslag |            | Tehelné pole, Bratislava Toeschouwers: 6.652 Scheidsrechter: Jérôme Efong Nzolo (BEL) |

|                                                   |                                                             |         |            |                                                                                    |
| 12 augustus 2009 «onderlinge duels» 20:45 (UTC+3) | Slovenië                                                    | 5 – 0   | San Marino | Ljudski vrt, Maribor Toeschouwers: 4.400 Scheidsrechter: Dimitar Mečkarovski (MKD) |
| 12 augustus 2009 «onderlinge duels» 20:45 (UTC+3) | Koren 19', 74' Radosavljević 39' Kirm 54' Ljubijankić 90+3' | Verslag |            | Ljudski vrt, Maribor Toeschouwers: 4.400 Scheidsrechter: Dimitar Mečkarovski (MKD) |

|                                                   |                    |         |               |                                                                                          |
| 5 september 2009 «onderlinge duels» 20:30 (UTC+2) | Polen              | 1 – 1   | Noord-Ierland | Śląskistadion, Chorzów Toeschouwers: 38.914 Scheidsrechter: Manuel Mejuto González (ESP) |
| 5 september 2009 «onderlinge duels» 20:30 (UTC+2) | M. Lewandowski 80' | Verslag | 38' Lafferty  | Śląskistadion, Chorzów Toeschouwers: 38.914 Scheidsrechter: Manuel Mejuto González (ESP) |

|                                                   |                              |         |                     |                                                                                        |
| 5 september 2009 «onderlinge duels» 20:30 (UTC+2) | Slowakije                    | 2 – 2   | Tsjechië            | Tehelné pole, Bratislava Toeschouwers: 23.800 Scheidsrechter: Tom Henning Øvrebø (NOR) |
| 5 september 2009 «onderlinge duels» 20:30 (UTC+2) | 59' Šesták 73' (pen.) Hamšík | Verslag | Pudil 68' Baroš 83' | Tehelné pole, Bratislava Toeschouwers: 23.800 Scheidsrechter: Tom Henning Øvrebø (NOR) |

|                                                   |                                                                |         |            | |
| 9 september 2009 «onderlinge duels» 17:20 (UTC+2) | Tsjechië                                                       | 7 – 0   | San Marino | Městský fotbalový stadion, Uherské Hradiště Toeschouwers: 8.121 Scheidsrechter: Arman Amirkchanian (ARM) |
| 9 september 2009 «onderlinge duels» 17:20 (UTC+2) | Baroš 28', 44', 45+3' (pen.), 66' Svěrkoš 47', 90+4' Necid 86' | Verslag |            | Městský fotbalový stadion, Uherské Hradiště Toeschouwers: 8.121 Scheidsrechter: Arman Amirkchanian (ARM) |

|                                                   |               |         |                        |                                                                                |
| 9 september 2009 «onderlinge duels» 19:45 (UTC+1) | Noord-Ierland | 0 – 2   | Slowakije              | Windsor Park, Belfast Toeschouwers: 13.019 Scheidsrechter: Björn Kuipers (NED) |
| 9 september 2009 «onderlinge duels» 19:45 (UTC+1) |               | Verslag | 15' Šesták 67' Hološko | Windsor Park, Belfast Toeschouwers: 13.019 Scheidsrechter: Björn Kuipers (NED) |

|                                                   |                                   |         |       |                                                                                |
| 9 september 2009 «onderlinge duels» 20:45 (UTC+2) | Slovenië                          | 3 – 0   | Polen | Ljudski vrt, Maribor Toeschouwers: 10.226 Scheidsrechter: William Collum (SCO) |
| 9 september 2009 «onderlinge duels» 20:45 (UTC+2) | Dedič 13' Novakovič 44' Birsa 62' | Verslag |       | Ljudski vrt, Maribor Toeschouwers: 10.226 Scheidsrechter: William Collum (SCO) |

|                                                  |                      |         |       |                                                                                  |
| 10 oktober 2009 «onderlinge duels» 20:30 (UTC+2) | Tsjechië             | 2 – 0   | Polen | Generali Arena, Praag Toeschouwers: 14.010 Scheidsrechter: Claus Bo Larsen (DEN) |
| 10 oktober 2009 «onderlinge duels» 20:30 (UTC+2) | 51' Necid 72' Plašil | Verslag |       | Generali Arena, Praag Toeschouwers: 14.010 Scheidsrechter: Claus Bo Larsen (DEN) |

|                                                  |           |         |                        |                                                                                    |
| 10 oktober 2009 «onderlinge duels» 20:30 (UTC+2) | Slowakije | 0 – 2   | Slovenië               | Tehelné pole, Bratislava Toeschouwers: 23.800 Scheidsrechter: Wolfgang Stark (DUI) |
| 10 oktober 2009 «onderlinge duels» 20:30 (UTC+2) |           | Verslag | 56' Birsa 90+3' Pečnik | Tehelné pole, Bratislava Toeschouwers: 23.800 Scheidsrechter: Wolfgang Stark (DUI) |

|                                                  |          |       |               |                                                                                  |
| 14 oktober 2009 «onderlinge duels» 20:30 (UTC+2) | Tsjechië | 0 – 0 | Noord-Ierland | Synot Tip Arena, Praag Toeschouwers: 8.002 Scheidsrechter: Laurent Duhamel (FRA) |
| 14 oktober 2009 «onderlinge duels» 20:30 (UTC+2) | Verslag  |       |               | Synot Tip Arena, Praag Toeschouwers: 8.002 Scheidsrechter: Laurent Duhamel (FRA) |

|                                                  |       |         |                      |                                                                                 |
| 14 oktober 2009 «onderlinge duels» 20:30 (UTC+2) | Polen | 0 – 1   | Slowakije            | Śląskistadion, Chorzów Toeschouwers: 4.500 Scheidsrechter: Jonas Eriksson (SWE) |
| 14 oktober 2009 «onderlinge duels» 20:30 (UTC+2) |       | Verslag | 3' (e.d.) Gancarczyk | Śląskistadion, Chorzów Toeschouwers: 4.500 Scheidsrechter: Jonas Eriksson (SWE) |

|                                                  |            |         |                                        |                                                                                     |
| 14 oktober 2009 «onderlinge duels» 20:30 (UTC+2) | San Marino | 0 – 3   | Slovenië                               | Olympisch Stadion, Serravalle Toeschouwers: 1.745 Scheidsrechter: Zsolt Szabó (HUN) |
| 14 oktober 2009 «onderlinge duels» 20:30 (UTC+2) |            | Verslag | 24' Novakovič 68' Stevanovič 81' Šuler | Olympisch Stadion, Serravalle Toeschouwers: 1.745 Scheidsrechter: Zsolt Szabó (HUN) |

### Groep 4
In deze groep waren twee halve finalisten Duitsland en Rusland van het EK verreweg de sterksten in deze groep en zij streden om een direct ticket. In het begin van de cyclus speelde Duitsland gelijk tegen Finland, drie keer maakte Duitsland een achterstand goed dankzij Miroslav Klose, die alledrie de doelpunten maakte. Het onderlinge treffen in Dortmund tussen beide kanshebbers eindigde in een 2-1 zege voor Duitsland. Ook Guus Hiddink verkreeg een dubbelfunctie, in de periode februari - juni 2008 was hij naast bondscoach van Rusland trainer van Chelsea FC, hij haalde bijna de finale van de Champions League, in de slotminuut werd Chelsea uitgeschakeld door FC Barcelona.
Beide landen wonnen alle wedstrijden na hun onderlinge treffen en het kwam aan op de eena laatste wedstrijd in Moskou, Duitsland had één punt voorsprong. Rusland kreeg goede kansen op voorsprong te komen, maar met name Vladimir Bystrov miste een opgelegde kans. Duitsland scoorde na een half uur via Klose en hield stand ondanks het feit dat de ploeg geruime tijd met tien man speelde. Rusland zou in de Play-Offs spelen tegen Slovenië.
| Nr. | Land          | GW | W | G | V | DV | DT | DS  | Ptn | Resultaat                              |
| --- | ------------- | -- | - | - | - | -- | -- | --- | --- | -------------------------------------- |
| 1   | Duitsland     | 10 | 8 | 2 | 0 | 26 | 5  | 21  | 26  | Gekwalificeerd voor het hoofdtoernooi. |
| 2   | Rusland       | 10 | 7 | 1 | 2 | 19 | 6  | 13  | 22  | Play-off                               |
| 3   | Finland       | 10 | 5 | 3 | 2 | 14 | 14 | 0   | 18  |                                        |
| 4   | Wales         | 10 | 4 | 0 | 6 | 9  | 12 | –3  | 12  |                                        |
| 5   | Azerbeidzjan  | 10 | 1 | 2 | 7 | 4  | 14 | –10 | 5   |                                        |
| 6   | Liechtenstein | 10 | 0 | 2 | 8 | 2  | 23 | –21 | 2   |                                        |

|                                                   |           |         |              |                                                                                           |
| 6 september 2008 «onderlinge duels» 15:00 (UTC+1) | Wales     | 1 – 0   | Azerbeidzjan | Millennium Stadium, Cardiff Toeschouwers: 17.106 Scheidsrechter: Aleksandar Stavrev (MKD) |
| 6 september 2008 «onderlinge duels» 15:00 (UTC+1) | Vokes 83' | Verslag |              | Millennium Stadium, Cardiff Toeschouwers: 17.106 Scheidsrechter: Aleksandar Stavrev (MKD) |

|                                                   |               |         |                                                                                 |                                                                                |
| 6 september 2008 «onderlinge duels» 20:45 (UTC+2) | Liechtenstein | 0 – 6   | Duitsland                                                                       | Rheinparkstadion, Vaduz Toeschouwers: 6.021 Scheidsrechter: Duarte Gomes (POR) |
| 6 september 2008 «onderlinge duels» 20:45 (UTC+2) |               | Verslag | 21', 48' Podolski 64' Rolfes 65' Schweinsteiger 75' Hitzlsperger 86' Westermann | Rheinparkstadion, Vaduz Toeschouwers: 6.021 Scheidsrechter: Duarte Gomes (POR) |

|                                                    |                                        |         |            |                                                                                   |
| 10 september 2008 «onderlinge duels» 19:00 (UTC+4) | Rusland                                | 2 – 1   | Wales      | Lokomotivstadion, Moskou Toeschouwers: 28.000 Scheidsrechter: Damir Skomina (SLO) |
| 10 september 2008 «onderlinge duels» 19:00 (UTC+4) | Pavlyuchenko 22' (pen.) Pogrebnyak 81' | Verslag | 67' Ledley | Lokomotivstadion, Moskou Toeschouwers: 28.000 Scheidsrechter: Damir Skomina (SLO) |

|                                                    |              |       |               |                                                                                            |
| 10 september 2008 «onderlinge duels» 21:00 (UTC+5) | Azerbeidzjan | 0 – 0 | Liechtenstein | Tofikh Bakhramovstadion, Bakoe Toeschouwers: 25.000 Scheidsrechter: Tsvetan Georgiev (BUL) |
| 10 september 2008 «onderlinge duels» 21:00 (UTC+5) | Verslag      |       |               | Tofikh Bakhramovstadion, Bakoe Toeschouwers: 25.000 Scheidsrechter: Tsvetan Georgiev (BUL) |

|                                                    |                                        |         |                     |                                                                                      |
| 10 september 2008 «onderlinge duels» 20:35 (UTC+3) | Finland                                | 3 – 3   | Duitsland           | Olympisch Stadion, Helsinki Toeschouwers: 37.150 Scheidsrechter: Viktor Kassai (HUN) |
| 10 september 2008 «onderlinge duels» 20:35 (UTC+3) | Johansson 33' Väyrynen 43' Sjölund 53' | Verslag | 38', 45', 83' Klose | Olympisch Stadion, Helsinki Toeschouwers: 37.150 Scheidsrechter: Viktor Kassai (HUN) |

|                                                  |                     |         |              |                                                                                       |
| 11 oktober 2008 «onderlinge duels» 17:00 (UTC+3) | Finland             | 1 – 0   | Azerbeidzjan | Olympisch Stadion, Helsinki Toeschouwers: 22.480 Scheidsrechter: William Collum (SCO) |
| 11 oktober 2008 «onderlinge duels» 17:00 (UTC+3) | Forssell 61' (pen.) | Verslag |              | Olympisch Stadion, Helsinki Toeschouwers: 22.480 Scheidsrechter: William Collum (SCO) |

|                                                  |                              |         |               |                                                                                         |
| 11 oktober 2008 «onderlinge duels» 17:30 (UTC+1) | Wales                        | 2 – 0   | Liechtenstein | Millennium Stadium, Cardiff Toeschouwers: 13.356 Scheidsrechter: Thomas Vejlgaard (DEN) |
| 11 oktober 2008 «onderlinge duels» 17:30 (UTC+1) | Edwards 42' Frick 80' (e.d.) | Verslag |               | Millennium Stadium, Cardiff Toeschouwers: 13.356 Scheidsrechter: Thomas Vejlgaard (DEN) |

|                                                  |                         |         |              |                                                                                         |
| 11 oktober 2008 «onderlinge duels» 20:45 (UTC+2) | Duitsland               | 2 – 1   | Rusland      | Signal Iduna Park, Dortmund Toeschouwers: 65.607 Scheidsrechter: Peter Fröjdfeldt (SWE) |
| 11 oktober 2008 «onderlinge duels» 20:45 (UTC+2) | Podolski 9' Ballack 28' | Verslag | 51' Arsjavin | Signal Iduna Park, Dortmund Toeschouwers: 65.607 Scheidsrechter: Peter Fröjdfeldt (SWE) |

|                                                  |                                                  |         |         |                                                                                    |
| 15 oktober 2008 «onderlinge duels» 19:00 (UTC+4) | Rusland                                          | 3 – 0   | Finland | Lokomotivstadion, Moskou Toeschouwers: 28.000 Scheidsrechter: Kyros Vassaras (GRE) |
| 15 oktober 2008 «onderlinge duels» 19:00 (UTC+4) | Pasanen 23' (e.d.) Lampi 65' (e.d.) Arsjavin 88' | Verslag |         | Lokomotivstadion, Moskou Toeschouwers: 28.000 Scheidsrechter: Kyros Vassaras (GRE) |

|                                                  |                |         |       |                                                                                           |
| 15 oktober 2008 «onderlinge duels» 20:45 (UTC+2) | Duitsland      | 1 – 0   | Wales | Borussia-Park, Mönchengladbach Toeschouwers: 44.500 Scheidsrechter: Laurent Duhamel (FRA) |
| 15 oktober 2008 «onderlinge duels» 20:45 (UTC+2) | Trochowski 72' | Verslag |       | Borussia-Park, Mönchengladbach Toeschouwers: 44.500 Scheidsrechter: Laurent Duhamel (FRA) |

|                                                |                               |         |              |                                                                                               |
| 28 maart 2009 «onderlinge duels» 17:00 (UTC+3) | Rusland                       | 2 – 0   | Azerbeidzjan | Olympisch Stadion Loezjniki, Moskou Toeschouwers: 62.000 Scheidsrechter: Serge Gumienny (BEL) |
| 28 maart 2009 «onderlinge duels» 17:00 (UTC+3) | Pavlyuchenko 32' Zyryanov 71' | Verslag |              | Olympisch Stadion Loezjniki, Moskou Toeschouwers: 62.000 Scheidsrechter: Serge Gumienny (BEL) |

|                                            |       |         |                          |                                                                                                   |
| 28 maart 2009 «onderlinge duels» 15:00 UTC | Wales | 0 – 2   | Finland                  | Millennium Stadium, Cardiff Toeschouwers: 22.604 Scheidsrechter: Eduardo Iturralde González (ESP) |
| 28 maart 2009 «onderlinge duels» 15:00 UTC |       | Verslag | 42' Johansson 90+1' Kuqi | Millennium Stadium, Cardiff Toeschouwers: 22.604 Scheidsrechter: Eduardo Iturralde González (ESP) |

|                                                |                                                      |         |               |                                                                                   |
| 28 maart 2009 «onderlinge duels» 20:00 (UTC+1) | Duitsland                                            | 4 – 0   | Liechtenstein | Zentralstadion, Leipzig Toeschouwers: 43.368 Scheidsrechter: Igor Ishchenko (UKR) |
| 28 maart 2009 «onderlinge duels» 20:00 (UTC+1) | Ballack 4' Jansen 9' Schweinsteiger 48' Podolski 50' | Verslag |               | Zentralstadion, Leipzig Toeschouwers: 43.368 Scheidsrechter: Igor Ishchenko (UKR) |

|                                               |               |         |              |                                                                                |
| 1 april 2009 «onderlinge duels» 19:30 (UTC+2) | Liechtenstein | 0 – 1   | Rusland      | Rheinparkstadion, Vaduz Toeschouwers: 5.679 Scheidsrechter: David McKeon (IRL) |
| 1 april 2009 «onderlinge duels» 19:30 (UTC+2) |               | Verslag | 38' Zyryanov | Rheinparkstadion, Vaduz Toeschouwers: 5.679 Scheidsrechter: David McKeon (IRL) |

|                                               |       |         |                                 |                                                                                    |
| 1 april 2009 «onderlinge duels» 19:45 (UTC+1) | Wales | 0 – 2   | Duitsland                       | Millennium Stadium, Cardiff Toeschouwers: 26.064 Scheidsrechter: Terje Hauge (NOR) |
| 1 april 2009 «onderlinge duels» 19:45 (UTC+1) |       | Verslag | 11' Ballack 48' (e.d.) Williams | Millennium Stadium, Cardiff Toeschouwers: 26.064 Scheidsrechter: Terje Hauge (NOR) |

|                                              |              |         |             |                                                                                                |
| 6 juni 2009 «onderlinge duels» 20:00 (UTC+5) | Azerbeidzjan | 0 – 1   | Wales       | Tofikh Bakhramovstadion, Bakoe Toeschouwers: 26.728 Scheidsrechter: Markus Strömbergsson (SWE) |
| 6 juni 2009 «onderlinge duels» 20:00 (UTC+5) |              | Verslag | 42' Edwards | Tofikh Bakhramovstadion, Bakoe Toeschouwers: 26.728 Scheidsrechter: Markus Strömbergsson (SWE) |

|                                              |                            |         |               |                                                                                      |
| 6 juni 2009 «onderlinge duels» 19:00 (UTC+3) | Finland                    | 2 – 1   | Liechtenstein | Olympisch Stadion, Helsinki Toeschouwers: 20.319 Scheidsrechter: Libor Kovařík (CZE) |
| 6 juni 2009 «onderlinge duels» 19:00 (UTC+3) | Forssell 33' Johansson 71' | Verslag | 13' Frick     | Olympisch Stadion, Helsinki Toeschouwers: 20.319 Scheidsrechter: Libor Kovařík (CZE) |

|                                               |         |         |                                 |                                                                                      |
| 10 juni 2009 «onderlinge duels» 20:30 (UTC+3) | Finland | 0 – 3   | Rusland                         | Olympisch Stadion, Helsinki Toeschouwers: 37.028 Scheidsrechter: Konrad Plautz (AUT) |
| 10 juni 2009 «onderlinge duels» 20:30 (UTC+3) |         | Verslag | 26', 53' Kerzjakov 71' Zyryanov | Olympisch Stadion, Helsinki Toeschouwers: 37.028 Scheidsrechter: Konrad Plautz (AUT) |

|                                                   |              |         |                              |                                                                                      |
| 12 augustus 2009 «onderlinge duels» 21:00 (UTC+5) | Azerbeidzjan | 0 – 2   | Duitsland                    | Tofikh Bakhramovstadion, Bakoe Toeschouwers: 22.500 Scheidsrechter: Alan Kelly (IRL) |
| 12 augustus 2009 «onderlinge duels» 21:00 (UTC+5) |              | Verslag | 11' Schweinsteiger 53' Klose | Tofikh Bakhramovstadion, Bakoe Toeschouwers: 22.500 Scheidsrechter: Alan Kelly (IRL) |

|                                                   |              |         |                           |                                                                                             |
| 5 september 2009 «onderlinge duels» 20:00 (UTC+5) | Azerbeidzjan | 1 – 2   | Finland                   | Stadsstadion Lankaran, Lənkəran Toeschouwers: 12.000 Scheidsrechter: Stelios Trifonos (CYP) |
| 5 september 2009 «onderlinge duels» 20:00 (UTC+5) | Məmmədov 49' | Verslag | 74' Tihinen 85' Johansson | Stadsstadion Lankaran, Lənkəran Toeschouwers: 12.000 Scheidsrechter: Stelios Trifonos (CYP) |

|                                                   |                                                        |         |               |                                                                                           |
| 5 september 2009 «onderlinge duels» 19:00 (UTC+4) | Rusland                                                | 3 – 0   | Liechtenstein | Petrovski, Sint-Petersburg Toeschouwers: 20.500 Scheidsrechter: Augustus Constantin (ROU) |
| 5 september 2009 «onderlinge duels» 19:00 (UTC+4) | V. Berezoetski 17' Pavlyuchenko 40' (pen.), 45' (pen.) | Verslag |               | Petrovski, Sint-Petersburg Toeschouwers: 20.500 Scheidsrechter: Augustus Constantin (ROU) |

|                                                   |               |         |                     |                                                                              |
| 9 september 2009 «onderlinge duels» 19:30 (UTC+2) | Liechtenstein | 1 – 1   | Finland             | Rheinparkstadion, Vaduz Toeschouwers: 3.132 Scheidsrechter: Novo Panić (BIH) |
| 9 september 2009 «onderlinge duels» 19:30 (UTC+2) | Polverino 75' | Verslag | 74' (pen.) Litmanen | Rheinparkstadion, Vaduz Toeschouwers: 3.132 Scheidsrechter: Novo Panić (BIH) |

|                                                   |                                                |         |              |                                                                                 |
| 9 september 2009 «onderlinge duels» 20:45 (UTC+2) | Duitsland                                      | 4 – 0   | Azerbeidzjan | AWD-Arena, Hannover Toeschouwers: 35.369 Scheidsrechter: Anastasios Kakos (GRE) |
| 9 september 2009 «onderlinge duels» 20:45 (UTC+2) | Ballack 14' (pen.) Klose 55', 65' Podolski 71' | Verslag |              | AWD-Arena, Hannover Toeschouwers: 35.369 Scheidsrechter: Anastasios Kakos (GRE) |

|                                                   |             |         |                                                 |                                                                                    |
| 9 september 2009 «onderlinge duels» 19:45 (UTC+1) | Wales       | 1 – 3   | Rusland                                         | Millennium Stadium, Cardiff Toeschouwers: 14.505 Scheidsrechter: Jorge Sousa (POR) |
| 9 september 2009 «onderlinge duels» 19:45 (UTC+1) | Collins 53' | Verslag | 36' Semshov 71' Ignasjevitsj 90+1' Pavlyuchenko | Millennium Stadium, Cardiff Toeschouwers: 14.505 Scheidsrechter: Jorge Sousa (POR) |

|                                                  |                           |         |             |                                                                                      |
| 10 oktober 2009 «onderlinge duels» 17:00 (UTC+3) | Finland                   | 2 – 1   | Wales       | Olympisch Stadion, Helsinki Toeschouwers: 14.000 Scheidsrechter: Milorad Mažić (SRB) |
| 10 oktober 2009 «onderlinge duels» 17:00 (UTC+3) | Porokara 5' Moisander 77' | Verslag | 17' Bellamy | Olympisch Stadion, Helsinki Toeschouwers: 14.000 Scheidsrechter: Milorad Mažić (SRB) |

|                                                  |         |         |           |                                                                                                |
| 10 oktober 2009 «onderlinge duels» 19:00 (UTC+4) | Rusland | 0 – 1   | Duitsland | Olympisch Stadion Loezjniki, Moskou Toeschouwers: 72.100 Scheidsrechter: Massimo Busacca (SUI) |
| 10 oktober 2009 «onderlinge duels» 19:00 (UTC+4) |         | Verslag | 35' Klose | Olympisch Stadion Loezjniki, Moskou Toeschouwers: 72.100 Scheidsrechter: Massimo Busacca (SUI) |

|                                                  |               |         |                          |                                                                                     |
| 10 oktober 2009 «onderlinge duels» 20:00 (UTC+2) | Liechtenstein | 0 – 2   | Azerbeidzjan             | Rheinparkstadion, Vaduz Toeschouwers: 1.635 Scheidsrechter: Pavle Radovanović (MNE) |
| 10 oktober 2009 «onderlinge duels» 20:00 (UTC+2) |               | Verslag | 55' Javadov 82' Məmmədov | Rheinparkstadion, Vaduz Toeschouwers: 1.635 Scheidsrechter: Pavle Radovanović (MNE) |

|                                                  |              |         |              |                                                                                       |
| 14 oktober 2009 «onderlinge duels» 21:00 (UTC+5) | Azerbeidzjan | 1 – 1   | Rusland      | Tofikh Bakhramovstadion, Bakoe Toeschouwers: 17.000 Scheidsrechter: Howard Webb (ENG) |
| 14 oktober 2009 «onderlinge duels» 21:00 (UTC+5) | Javadov 54'  | Verslag | 13' Arsjavin | Tofikh Bakhramovstadion, Bakoe Toeschouwers: 17.000 Scheidsrechter: Howard Webb (ENG) |

|                                                  |              |         |               |                                                                                        |
| 14 oktober 2009 «onderlinge duels» 18:00 (UTC+2) | Duitsland    | 1 – 1   | Finland       | HSH Nordbank Arena, Hamburg Toeschouwers: 51.500 Scheidsrechter: Martin Atkinson (ENG) |
| 14 oktober 2009 «onderlinge duels» 18:00 (UTC+2) | Podolski 90' | Verslag | 11' Johansson | HSH Nordbank Arena, Hamburg Toeschouwers: 51.500 Scheidsrechter: Martin Atkinson (ENG) |

|                                                  |               |         |                        |                                                                               |
| 14 oktober 2009 «onderlinge duels» 20:00 (UTC+2) | Liechtenstein | 0 – 2   | Wales                  | Rheinparkstadion, Vaduz Toeschouwers: 1.858 Scheidsrechter: Sten Kaldma (EST) |
| 14 oktober 2009 «onderlinge duels» 20:00 (UTC+2) |               | Verslag | 16' Vaughan 80' Ramsey | Rheinparkstadion, Vaduz Toeschouwers: 1.858 Scheidsrechter: Sten Kaldma (EST) |

### Groep 5
België had al drie toernooien gemist, maar had wel een talentvolle generatie. Jan Vertonghen, Axel Witsel, Toby Alderweireld en Eden Hazard debuteerden in deze periode. Vlak voor de kwalificatie-wedstrijden haalde het beloftenteam de halve finales van de Olympische Spelen in Beijing. In de eerste wedstrijden werd gelijk gespeeld tegen een belangrijke concurrent voor de tweede plaats Turkije.  In de thuiswedstrijd tegen de kersverse Europese kampioen Spanje was België gelijkwaardig, maar het gaf een 1-0 voorsprong weg, een doelpunt van Marouane Fellaini werd afgekeurd en na balverlies van dezelfde Felliani scoorde David Villa het winnende doelpunt. België speelde wel zijn beste wedstrijd in jaren en men had vertrouwen in de toekomst.
Met de goodwill was nauwelijks wat over na de thuiswedstrijd tegen Bosnië en Herzegovina, België verloor kansloos met 2-4 in een wedstrijd die twintig minuten werd stilgelegd, omdat Bosnische fans vuurpijlen afschoten. Een paar dagen later verloor België opnieuw van Bosnië, Džeko scoorde binnen een kwartier twee doelpunten, Witsell werd uit het veld gestuurd en vlak voor tijd scoorde Gill Swerts een tegendoelpunt. Kwalificatie werd een onmogelijke zaak en coach René Vandereycken werd ontslagen. Frank Vercauteren werd interim coach, Dick Advocaat zou hem na de kwalificatie-reeks opvolgen. Na opnieuw twee nederlagen (5-0 tegen Spanje, 2-1 tegen Armenië) nam Vercauteren ontslag en Advocaat kon vervroegd aan zijn klus beginnen. In december combineerde Advocaat zijn functie met het coachschap van AZ en in april 2010 nam Advocat ontslag, nadat hij een aanbod van de Russische bond kreeg bondscoach te worden.
Na de Europese titel werd Vicente Del Bosque de nieuwe bondscoach van Spanje. Spanje beleefde een vlekkeloze campagne en won alle tien wedstrijden, hoogtepunten waren de 5-0 zege op België en een 2-5 zege in  en tegen Bosnië. De strijd om de tweede plaats ging tussen Turkije en Bosnië, Turkije had in het begin van de cyclus dure punten verspild door thuis gelijk te spelen tegen België en uit tegen Estland. Turkije had ondanks een eerdere zege op Bosnië na zeven speeldagen een achterstand van vier punten voor een nieuwe onderlinge confrontatie tussen beide landen. Het bleef bij 1-1 en uiteindelijk plaatste Bosnië zich voor de Play-Offs, voor de eerste keer sinds zijn bestaan had het voormalige Joegoslavische land uitzicht op een groot toernooi, Portugal zou de tegenstander in de Play-Offs worden.
| Nr. | Land                  | GW | W  | G | V | DV | DT | DS  | Ptn | Resultaat                              |
| --- | --------------------- | -- | -- | - | - | -- | -- | --- | --- | -------------------------------------- |
| 1   | Spanje                | 10 | 10 | 0 | 0 | 28 | 5  | +23 | 30  | Gekwalificeerd voor het hoofdtoernooi. |
| 2   | Bosnië en Herzegovina | 10 | 6  | 1 | 3 | 25 | 13 | +12 | 19  | Play-off                               |
| 3   | Turkije               | 10 | 4  | 3 | 3 | 13 | 10 | +3  | 15  |                                        |
| 4   | België                | 10 | 3  | 1 | 6 | 13 | 20 | –7  | 10  |                                        |
| 5   | Estland               | 10 | 2  | 2 | 6 | 9  | 24 | –15 | 8   |                                        |
| 6   | Armenië               | 10 | 1  | 1 | 8 | 6  | 22 | –16 | 4   |                                        |

|                                                   |         |         |                      |                                                                                |
| 6 september 2008 «onderlinge duels» 21:00 (UTC+2) | Armenië | 0 – 2   | Turkije              | Hrazdan, Jerevan Toeschouwers: 30.000 Scheidsrechter: Tom Henning Øvrebø (NOR) |
| 6 september 2008 «onderlinge duels» 21:00 (UTC+2) |         | Verslag | 61' Tuncay 77' Semih | Hrazdan, Jerevan Toeschouwers: 30.000 Scheidsrechter: Tom Henning Øvrebø (NOR) |

|                                                   |                           |         |                       |                                                                                    |
| 6 september 2008 «onderlinge duels» 20:45 (UTC+2) | België                    | 3 – 2   | Estland               | Maurice Dufrasnestadion, Luik Toeschouwers: 17.992 Scheidsrechter: Mike Dean (ENG) |
| 6 september 2008 «onderlinge duels» 20:45 (UTC+2) | Sonck 39', 81' Defour 75' | Verslag | 57' Zenjov 90+2' Oper | Maurice Dufrasnestadion, Luik Toeschouwers: 17.992 Scheidsrechter: Mike Dean (ENG) |

|                                                   |           |         |                       |                                                                                          |
| 6 september 2008 «onderlinge duels» 22:00 (UTC+2) | Spanje    | 1 – 0   | Bosnië en Herzegovina | Estadio Nueva Condomina, Murcia Toeschouwers: 29.152 Scheidsrechter: Craig Thomson (SCO) |
| 6 september 2008 «onderlinge duels» 22:00 (UTC+2) | Villa 58' | Verslag |                       | Estadio Nueva Condomina, Murcia Toeschouwers: 29.152 Scheidsrechter: Craig Thomson (SCO) |

|                                                    |                    |         |           |                                                                                              |
| 10 september 2008 «onderlinge duels» 21:00 (UTC+3) | Turkije            | 1 – 1   | België    | Şükrü Saracoğlustadion, Istanboel Toeschouwers: 34.097 Scheidsrechter: Stéphane Lannoy (FRA) |
| 10 september 2008 «onderlinge duels» 21:00 (UTC+3) | Emre B. 74' (pen.) | Verslag | 32' Sonck | Şükrü Saracoğlustadion, Istanboel Toeschouwers: 34.097 Scheidsrechter: Stéphane Lannoy (FRA) |

|                                                    |                                                                          |         |         |                                                                                |
| 10 september 2008 «onderlinge duels» 20:15 (UTC+2) | Bosnië en Herzegovina                                                    | 7 – 0   | Estland | Bilino Polje, Zenica Toeschouwers: 12.500 Scheidsrechter: Cristian Balaj (ROU) |
| 10 september 2008 «onderlinge duels» 20:15 (UTC+2) | Misimović 24', 30' (pen.), 56' Muslimović 59' Džeko 60', 72' Ibričić 88' | Verslag |         | Bilino Polje, Zenica Toeschouwers: 12.500 Scheidsrechter: Cristian Balaj (ROU) |

|                                                    |                                       |         |         |                                                                                         |
| 10 september 2008 «onderlinge duels» 22:00 (UTC+2) | Spanje                                | 4 – 0   | Armenië | Carlos Belmontestadion, Albacete Toeschouwers: 16.996 Scheidsrechter: Tony Asumaa (FIN) |
| 10 september 2008 «onderlinge duels» 22:00 (UTC+2) | Capdevila 7' Villa 16', 79' Senna 83' | Verslag |         | Carlos Belmontestadion, Albacete Toeschouwers: 16.996 Scheidsrechter: Tony Asumaa (FIN) |

|                                                  |                     |         |                       |                                                                                            |
| 11 oktober 2008 «onderlinge duels» 21:00 (UTC+3) | Turkije             | 2 – 1   | Bosnië en Herzegovina | Şükrü Saracoğlustadion, Istanboel Toeschouwers: 23.628 Scheidsrechter: Viktor Kassai (HUN) |
| 11 oktober 2008 «onderlinge duels» 21:00 (UTC+3) | Arda 51' Mevlüt 66' | Verslag | 27' Džeko             | Şükrü Saracoğlustadion, Istanboel Toeschouwers: 23.628 Scheidsrechter: Viktor Kassai (HUN) |

|                                                  |                        |         |         |                                                                                             |
| 11 oktober 2008 «onderlinge duels» 20:45 (UTC+2) | België                 | 2 – 0   | Armenië | Koning Boudewijnstadion, Brussel Toeschouwers: 20.949 Scheidsrechter: Peter Rasmussen (DEN) |
| 11 oktober 2008 «onderlinge duels» 20:45 (UTC+2) | Sonck 21' Fellaini 37' | Verslag |         | Koning Boudewijnstadion, Brussel Toeschouwers: 20.949 Scheidsrechter: Peter Rasmussen (DEN) |

|                                                  |         |         |                                 |                                                                                   |
| 11 oktober 2008 «onderlinge duels» 21:45 (UTC+3) | Estland | 0 – 3   | Spanje                          | A. Le Coq Arena, Tallinn Toeschouwers: 9.200 Scheidsrechter: Jonas Eriksson (SWE) |
| 11 oktober 2008 «onderlinge duels» 21:45 (UTC+3) |         | Verslag | 34' Juanito 38' Villa 69' Puyol | A. Le Coq Arena, Tallinn Toeschouwers: 9.200 Scheidsrechter: Jonas Eriksson (SWE) |

|                                                  |                                          |         |              |                                                                            |
| 15 oktober 2008 «onderlinge duels» 20:15 (UTC+2) | Bosnië en Herzegovina                    | 4 – 1   | Armenië      | Bilino Polje, Zenica Toeschouwers: 13.000 Scheidsrechter: Asaf Kenan (ISR) |
| 15 oktober 2008 «onderlinge duels» 20:15 (UTC+2) | Spahić 31' Džeko 39' Muslimović 56', 89' | Verslag | 85' Minasyan | Bilino Polje, Zenica Toeschouwers: 13.000 Scheidsrechter: Asaf Kenan (ISR) |

|                                                  |         |       |         |                                                                                 |
| 15 oktober 2008 «onderlinge duels» 21:30 (UTC+3) | Estland | 0 – 0 | Turkije | A. Le Coq Arena, Tallinn Toeschouwers: 6.500 Scheidsrechter: Robert Małek (POL) |
| 15 oktober 2008 «onderlinge duels» 21:30 (UTC+3) | Verslag |       |         | A. Le Coq Arena, Tallinn Toeschouwers: 6.500 Scheidsrechter: Robert Małek (POL) |

|                                                  |          |         |                       |                                                                                                |
| 15 oktober 2008 «onderlinge duels» 20:45 (UTC+2) | België   | 1 – 2   | Spanje                | Koning Boudewijnstadion, Brussel Toeschouwers: 45.888 Scheidsrechter: Tom Henning Øvrebø (NOR) |
| 15 oktober 2008 «onderlinge duels» 20:45 (UTC+2) | Sonck 7' | Verslag | 36' Iniesta 88' Villa | Koning Boudewijnstadion, Brussel Toeschouwers: 45.888 Scheidsrechter: Tom Henning Øvrebø (NOR) |

|                                                |                              |         |                          |                                                                                                 |
| 28 maart 2009 «onderlinge duels» 20:00 (UTC+4) | Armenië                      | 2 – 2   | Estland                  | Vazgen Sargsyan Republicanstadion, Jerevan Toeschouwers: 3.000 Scheidsrechter: Luc Wilmes (LUX) |
| 28 maart 2009 «onderlinge duels» 20:00 (UTC+4) | Mchitarjan 33' Ghazaryan 87' | Verslag | 38' Vassiljev 67' Zenjov | Vazgen Sargsyan Republicanstadion, Jerevan Toeschouwers: 3.000 Scheidsrechter: Luc Wilmes (LUX) |

|                                                |                              |         |                                                 |                                                                               |
| 28 maart 2009 «onderlinge duels» 20:45 (UTC+1) | België                       | 2 – 4   | Bosnië en Herzegovina                           | Fenix Stadion, Genk Toeschouwers: 20.041 Scheidsrechter: Nikolai Ivanov (RUS) |
| 28 maart 2009 «onderlinge duels» 20:45 (UTC+1) | Dembélé 66' Sonck 85' (pen.) | Verslag | 7' Džeko 75' Jahić 77' Bajramović 81' Misimović | Fenix Stadion, Genk Toeschouwers: 20.041 Scheidsrechter: Nikolai Ivanov (RUS) |

|                                                |           |         |         |                                                                                              |
| 28 maart 2009 «onderlinge duels» 22:00 (UTC+1) | Spanje    | 1 – 0   | Turkije | Estadio Santiago Bernabéu, Madrid Toeschouwers: 73.820 Scheidsrechter: Massimo Busacca (SUI) |
| 28 maart 2009 «onderlinge duels» 22:00 (UTC+1) | Piqué 60' | Verslag |         | Estadio Santiago Bernabéu, Madrid Toeschouwers: 73.820 Scheidsrechter: Massimo Busacca (SUI) |

|                                               |          |         |         |                                                                                     |
| 1 april 2009 «onderlinge duels» 18:00 (UTC+3) | Estland  | 1 – 0   | Armenië | A. Le Coq Arena, Tallinn Toeschouwers: 5.200 Scheidsrechter: Cyril Zimmermann (SUI) |
| 1 april 2009 «onderlinge duels» 18:00 (UTC+3) | Puri 83' | Verslag |         | A. Le Coq Arena, Tallinn Toeschouwers: 5.200 Scheidsrechter: Cyril Zimmermann (SUI) |

|                                               |           |         |                               |                                                                                      |
| 1 april 2009 «onderlinge duels» 21:00 (UTC+3) | Turkije   | 1 – 2   | Spanje                        | Ali Sami Yenstadion, Istanboel Toeschouwers: 19.617 Scheidsrechter: Mike Riley (ENG) |
| 1 april 2009 «onderlinge duels» 21:00 (UTC+3) | Semih 26' | Verslag | 63' (pen.) Alonso 90+2' Riera | Ali Sami Yenstadion, Istanboel Toeschouwers: 19.617 Scheidsrechter: Mike Riley (ENG) |

|                                               |                       |         |            |                                                                                 |
| 1 april 2009 «onderlinge duels» 20:45 (UTC+2) | Bosnië en Herzegovina | 2 – 1   | België     | Bilino Polje, Zenica Toeschouwers: 13.800 Scheidsrechter: Vladimír Hriňák (SVK) |
| 1 april 2009 «onderlinge duels» 20:45 (UTC+2) | Džeko 12', 14'        | Verslag | 88' Swerts | Bilino Polje, Zenica Toeschouwers: 13.800 Scheidsrechter: Vladimír Hriňák (SVK) |

|                                                   |         |         |                           | |
| 5 september 2009 «onderlinge duels» 20:00 (UTC+5) | Armenië | 0 – 2   | Bosnië en Herzegovina     | Vazgen Sargsyan Republicanstadion, Jerevan Toeschouwers: 1.800 Scheidsrechter: Eric Braamhaar (NED) |
| 5 september 2009 «onderlinge duels» 20:00 (UTC+5) |         | Verslag | 6' Ibričić 74' Muslimović | Vazgen Sargsyan Republicanstadion, Jerevan Toeschouwers: 1.800 Scheidsrechter: Eric Braamhaar (NED) |

|                                                   |                                     |         |                                |                                                                                             |
| 5 september 2009 «onderlinge duels» 21:00 (UTC+3) | Turkije                             | 4 – 2   | Estland                        | Kayseri Kadir Hasstadion, Kayseri Toeschouwers: 28.569 Scheidsrechter: Tommy Skjerven (NOR) |
| 5 september 2009 «onderlinge duels» 21:00 (UTC+3) | Tuncay 29', 72' Sercan 37' Arda 62' | Verslag | 7' Voskoboinikov 52' Vassiljev | Kayseri Kadir Hasstadion, Kayseri Toeschouwers: 28.569 Scheidsrechter: Tommy Skjerven (NOR) |

|                                                   |                                         |         |        |                                                                                    |
| 5 september 2009 «onderlinge duels» 22:00 (UTC+2) | Spanje                                  | 5 – 0   | België | Estadio Riazor, A Coruña Toeschouwers: 30.441 Scheidsrechter: Bertrand Layec (FRA) |
| 5 september 2009 «onderlinge duels» 22:00 (UTC+2) | Silva 41', 67' Villa 49', 85' Piqué 50' | Verslag |        | Estadio Riazor, A Coruña Toeschouwers: 30.441 Scheidsrechter: Bertrand Layec (FRA) |

|                                                   |                            |         |                  | |
| 9 september 2009 «onderlinge duels» 21:00 (UTC+5) | Armenië                    | 2 – 1   | België           | Vazgen Sargsyan Republicanstadion, Jerevan Toeschouwers: 2.300 Scheidsrechter: Ljubomir Krstevski (MKD) |
| 9 september 2009 «onderlinge duels» 21:00 (UTC+5) | Goharyan 23' Hovsepyan 50' | Verslag | 90+2' Van Buyten | Vazgen Sargsyan Republicanstadion, Jerevan Toeschouwers: 2.300 Scheidsrechter: Ljubomir Krstevski (MKD) |

|                                                   |                       |         |            |                                                                                      |
| 9 september 2009 «onderlinge duels» 20:00 (UTC+2) | Bosnië en Herzegovina | 1 – 1   | Turkije    | Bilino Polje, Zenica Toeschouwers: 14.000 Scheidsrechter: Olegário Benquerença (POR) |
| 9 september 2009 «onderlinge duels» 20:00 (UTC+2) | Salihović 25'         | Verslag | 4' Emre B. | Bilino Polje, Zenica Toeschouwers: 14.000 Scheidsrechter: Olegário Benquerença (POR) |

|                                                   |                                     |         |         |                                                                                |
| 9 september 2009 «onderlinge duels» 22:00 (UTC+2) | Spanje                              | 3 – 0   | Estland | Romanostadion, Mérida Toeschouwers: 14.362 Scheidsrechter: Oleg Oriechov (UKR) |
| 9 september 2009 «onderlinge duels» 22:00 (UTC+2) | Fàbregas 33' Cazorla 82' Mata 90+2' | Verslag |         | Romanostadion, Mérida Toeschouwers: 14.362 Scheidsrechter: Oleg Oriechov (UKR) |

|                                                  |                |         |                              |                                                                                                 |
| 10 oktober 2009 «onderlinge duels» 21:00 (UTC+5) | Armenië        | 1 – 2   | Spanje                       | Vazgen Sargsyan Republicanstadion, Jerevan Toeschouwers: 10.500 Scheidsrechter: Jiří Jech (CZE) |
| 10 oktober 2009 «onderlinge duels» 21:00 (UTC+5) | Arzumanyan 58' | Verslag | 33' Fàbregas 64' (pen.) Mata | Vazgen Sargsyan Republicanstadion, Jerevan Toeschouwers: 10.500 Scheidsrechter: Jiří Jech (CZE) |

|                                                  |         |         |                        |                                                                                   |
| 10 oktober 2009 «onderlinge duels» 19:00 (UTC+3) | Estland | 0 – 2   | Bosnië en Herzegovina  | A. Le Coq Arena, Tallinn Toeschouwers: 6.450 Scheidsrechter: Nicola Rizzoli (ITA) |
| 10 oktober 2009 «onderlinge duels» 19:00 (UTC+3) |         | Verslag | 30' Džeko 64' Ibišević | A. Le Coq Arena, Tallinn Toeschouwers: 6.450 Scheidsrechter: Nicola Rizzoli (ITA) |

|                                                  |                |         |         |                                                                                              |
| 10 oktober 2009 «onderlinge duels» 20:45 (UTC+2) | België         | 2 – 0   | Turkije | Koning Boudewijnstadion, Brussel Toeschouwers: 30.131 Scheidsrechter: Matteo Trefoloni (ITA) |
| 10 oktober 2009 «onderlinge duels» 20:45 (UTC+2) | Mpenza 8', 84' | Verslag |         | Koning Boudewijnstadion, Brussel Toeschouwers: 30.131 Scheidsrechter: Matteo Trefoloni (ITA) |

|                                                  |                           |         |                                               |                                                                               |
| 14 oktober 2009 «onderlinge duels» 20:00 (UTC+2) | Bosnië en Herzegovina     | 2 – 5   | Spanje                                        | Bilino Polje, Zenica Toeschouwers: 13.500 Scheidsrechter: Konrad Plautz (AUT) |
| 14 oktober 2009 «onderlinge duels» 20:00 (UTC+2) | Džeko 90' Misimović 90+2' | Verslag | 13' Piqué 14' Silva 50', 55' Negredo 81' Mata | Bilino Polje, Zenica Toeschouwers: 13.500 Scheidsrechter: Konrad Plautz (AUT) |

|                                                  |                               |         |         |                                                                                       |
| 14 oktober 2009 «onderlinge duels» 21:00 (UTC+3) | Turkije                       | 2 – 0   | Armenië | Bursa Atatürkstadion, Bursa Toeschouwers: 16.200 Scheidsrechter: Martin Hansson (SWE) |
| 14 oktober 2009 «onderlinge duels» 21:00 (UTC+3) | Halil Altıntop 16' Servet 28' | Verslag |         | Bursa Atatürkstadion, Bursa Toeschouwers: 16.200 Scheidsrechter: Martin Hansson (SWE) |

|                                                  |                           |         |        |                                                                                       |
| 14 oktober 2009 «onderlinge duels» 21:30 (UTC+3) | Estland                   | 2 – 0   | België | A. Le Coq Arena, Tallinn Toeschouwers: 4.680 Scheidsrechter: Nicolai Vollquartz (DEN) |
| 14 oktober 2009 «onderlinge duels» 21:30 (UTC+3) | Piiroja 30' Vassiljev 67' | Verslag |        | A. Le Coq Arena, Tallinn Toeschouwers: 4.680 Scheidsrechter: Nicolai Vollquartz (DEN) |

### Groep 6
Engeland was de grote afwezige op het EK, na dit echec werd Steve McClaren ontslagen, de Italiaan Fabio Capello volgde hem op. Toeval wilde dat de belangrijkste concurrent voor Engeland Kroatië was, het land dat Engeland uitschakelde voor het EK. Al in de tweede speelronde nam Engeland wraak op de Kroaten, 1-4 in Zagreb met drie doelpunten van de 19-jarige Theo Walcott. Na zeven overwinningen kon Engeland in de return tegen Kroatië de WK-ticket veilig stellen, opnieuw won Engeland met grote cijfers: 5-1. Engeland won in totaal negen van de tien wedstrijden en scoorde vierendertig doelpunten in tien wedstrijden.
De strijd om de tweede plaats ging tussen Kroatië en Oekraïne, de onderlinge wedstrijden eindigden beiden in een gelijkspel, 0-0 in Charkow, 2-2 in Zagreb, waarbij Kroatië in de slotfase twee keer op de paal schoot. Oekraïne verspeelde dure punten in de uitwedstrijd tegen Wit-Rusland, waardoor de ploeg moest winnen van Engeland om de tweede plaats te bemachtigen. Engeland had zich al geplaatst voor het WK en kwam na dertien minuten met tien man te staan, doelman Robert Green werd uit het veld gestuurd, maar de strafschop werd gemist door de anders zo trefzekere spits Andriy Shevchenko. Uiteindelijk scoorde Serhiy Nazarenko de bevrijdende treffer en met één punt meer dan Kroatië mocht Oekraïne nu strijden om een WK-ticket tegen Griekenland.
| Nr. | Land        | GW | W | G | V  | DV | DT | DS  | Ptn | Resultaat                              |
| --- | ----------- | -- | - | - | -- | -- | -- | --- | --- | -------------------------------------- |
| 1   | Engeland    | 10 | 9 | 0 | 1  | 34 | 6  | 28  | 27  | Gekwalificeerd voor het hoofdtoernooi. |
| 2   | Oekraïne    | 10 | 6 | 3 | 1  | 21 | 6  | 15  | 21  | Play-off                               |
| 3   | Kroatië     | 10 | 6 | 2 | 2  | 19 | 13 | 6   | 20  |                                        |
| 4   | Wit-Rusland | 10 | 4 | 1 | 5  | 19 | 14 | 5   | 13  |                                        |
| 5   | Kazachstan  | 10 | 2 | 0 | 8  | 11 | 29 | –18 | 6   |                                        |
| 6   | Andorra     | 10 | 0 | 0 | 10 | 3  | 39 | –36 | 0   |                                        |

|                                                   |                                 |         |         |                                                                                            |
| 20 augustus 2008 «onderlinge duels» 21:00 (UTC+6) | Kazachstan                      | 3 – 0   | Andorra | Almatı Ortalıq Stadionı, Almaty Toeschouwers: 7.700 Scheidsrechter: Veaceslav Banari (MDA) |
| 20 augustus 2008 «onderlinge duels» 21:00 (UTC+6) | Ostapenko 14', 30' Oezdenov 44' | Verslag |         | Almatı Ortalıq Stadionı, Almaty Toeschouwers: 7.700 Scheidsrechter: Veaceslav Banari (MDA) |

|                                                   |                          |         |             |                                                                                 |
| 6 september 2008 «onderlinge duels» 20:00 (UTC+3) | Oekraïne                 | 1 – 0   | Wit-Rusland | Stadion Ukraina, Lviv Toeschouwers: 24.000 Scheidsrechter: Nicola Rizzoli (ITA) |
| 6 september 2008 «onderlinge duels» 20:00 (UTC+3) | Sjevtsjenko 90+4' (pen.) | Verslag |             | Stadion Ukraina, Lviv Toeschouwers: 24.000 Scheidsrechter: Nicola Rizzoli (ITA) |

|                                                   |         |         |                  | |
| 6 september 2008 «onderlinge duels» 20:00 (UTC+2) | Andorra | 0 – 2   | Engeland         | Olympisch Stadion Lluís Companys, Barcelona (Spanje) Toeschouwers: 10.300 Scheidsrechter: Cüneyt Çakır (TUR) |
| 6 september 2008 «onderlinge duels» 20:00 (UTC+2) |         | Verslag | 49', 55' J. Cole | Olympisch Stadion Lluís Companys, Barcelona (Spanje) Toeschouwers: 10.300 Scheidsrechter: Cüneyt Çakır (TUR) |

|                                                   |                                    |         |            |                                                                                       |
| 6 september 2008 «onderlinge duels» 20:15 (UTC+2) | Kroatië                            | 3 – 0   | Kazachstan | Maksimirstadion, Zagreb Toeschouwers: 17.424 Scheidsrechter: Stefan Johannesson (SWE) |
| 6 september 2008 «onderlinge duels» 20:15 (UTC+2) | N. Kovač 13' Modrić 36' Petrić 81' | Verslag |            | Maksimirstadion, Zagreb Toeschouwers: 17.424 Scheidsrechter: Stefan Johannesson (SWE) |

|                                                    |               |         |                                    |                                                                                        |
| 10 september 2008 «onderlinge duels» 22:00 (UTC+6) | Kazachstan    | 1 – 3   | Oekraïne                           | Almatı Ortalıq Stadionı, Almaty Toeschouwers: 17.000 Scheidsrechter: Felix Brych (DUI) |
| 10 september 2008 «onderlinge duels» 22:00 (UTC+6) | Ostapenko 68' | Verslag | 45', 80' Nazarenko 54' Sjevtsjenko | Almatı Ortalıq Stadionı, Almaty Toeschouwers: 17.000 Scheidsrechter: Felix Brych (DUI) |

|                                                    |                  |         |                                          |                                                                                   |
| 10 september 2008 «onderlinge duels» 19:00 (UTC+2) | Andorra          | 1 – 3   | Wit-Rusland                              | Comunal, Andorra la Vella Toeschouwers: 600 Scheidsrechter: Simon Lee Evans (WAL) |
| 10 september 2008 «onderlinge duels» 19:00 (UTC+2) | Pujol 67' (pen.) | Verslag | 37' Verkhovtsov 79' Rodionov 90' V. Hleb | Comunal, Andorra la Vella Toeschouwers: 600 Scheidsrechter: Simon Lee Evans (WAL) |

|                                                    |               |         |                                  |                                                                                 |
| 10 september 2008 «onderlinge duels» 21:00 (UTC+2) | Kroatië       | 1 – 4   | Engeland                         | Maksimirstadion, Zagreb Toeschouwers: 35.218 Scheidsrechter: Ľuboš Micheľ (SVK) |
| 10 september 2008 «onderlinge duels» 21:00 (UTC+2) | Mandžukić 78' | Verslag | 26', 59', 82' Walcott 63' Rooney | Maksimirstadion, Zagreb Toeschouwers: 35.218 Scheidsrechter: Ľuboš Micheľ (SVK) |

|                                                  |                                                           |         |             |                                                                                  |
| 11 oktober 2008 «onderlinge duels» 17:15 (UTC+1) | Engeland                                                  | 5 – 1   | Kazachstan  | Wembley Stadium, Londen Toeschouwers: 89.107 Scheidsrechter: Paul Allaerts (BEL) |
| 11 oktober 2008 «onderlinge duels» 17:15 (UTC+1) | Ferdinand 52' Kuchma 64' (e.d.) Rooney 76', 86' Defoe 90' | Verslag | 68' Kukeyev | Wembley Stadium, Londen Toeschouwers: 89.107 Scheidsrechter: Paul Allaerts (BEL) |

|                                                  |          |       |         |                                                                                    |
| 11 oktober 2008 «onderlinge duels» 20:00 (UTC+3) | Oekraïne | 0 – 0 | Kroatië | Metaliststadion, Charkov Toeschouwers: 38.500 Scheidsrechter: Eric Braamhaar (NED) |
| 11 oktober 2008 «onderlinge duels» 20:00 (UTC+3) | Verslag  |       |         | Metaliststadion, Charkov Toeschouwers: 38.500 Scheidsrechter: Eric Braamhaar (NED) |

|                                                  |                                             |         |         |                                                                               |
| 15 oktober 2008 «onderlinge duels» 20:15 (UTC+2) | Kroatië                                     | 4 – 0   | Andorra | Maksimirstadion, Zagreb Toeschouwers: 14.441 Scheidsrechter: István Vad (HUN) |
| 15 oktober 2008 «onderlinge duels» 20:15 (UTC+2) | Rakitić 16', 87' (pen.) Olić 32' Modrić 75' | Verslag |         | Maksimirstadion, Zagreb Toeschouwers: 14.441 Scheidsrechter: István Vad (HUN) |

|                                                  |             |         |                             |                                                                             |
| 15 oktober 2008 «onderlinge duels» 21:30 (UTC+3) | Wit-Rusland | 1 – 3   | Engeland                    | Dinamostadion, Minsk Toeschouwers: 29.600 Scheidsrechter: Terje Hauge (NOR) |
| 15 oktober 2008 «onderlinge duels» 21:30 (UTC+3) | Sitko 28'   | Verslag | 11' Gerrard 50', 74' Rooney | Dinamostadion, Minsk Toeschouwers: 29.600 Scheidsrechter: Terje Hauge (NOR) |

|                                               |             |         |                                                          |                                                                                      |
| 1 april 2009 «onderlinge duels» 20:30 (UTC+6) | Kazachstan  | 1 – 5   | Wit-Rusland                                              | Almatı Ortalıq Stadionı, Almaty Toeschouwers: 19.000 Scheidsrechter: Jiří Jech (CZE) |
| 1 april 2009 «onderlinge duels» 20:30 (UTC+6) | Abdulin 10' | Verslag | 48' A. Hleb 54', 64' Kalachev 57' Stasevich 88' Rodionov | Almatı Ortalıq Stadionı, Almaty Toeschouwers: 19.000 Scheidsrechter: Jiří Jech (CZE) |

|                                               |         |         |                         |                                                                                      |
| 1 april 2009 «onderlinge duels» 20:30 (UTC+2) | Andorra | 0 – 2   | Kroatië                 | Comunal, Andorra la Vella Toeschouwers: 1.100 Scheidsrechter: Leontios Trattou (CYP) |
| 1 april 2009 «onderlinge duels» 20:30 (UTC+2) |         | Verslag | 15' Klasnić 35' Eduardo | Comunal, Andorra la Vella Toeschouwers: 1.100 Scheidsrechter: Leontios Trattou (CYP) |

|                                               |                      |         |                 |                                                                                    |
| 1 april 2009 «onderlinge duels» 20:00 (UTC+1) | Engeland             | 2 – 1   | Oekraïne        | Wembley Stadium, Londen Toeschouwers: 87.548 Scheidsrechter: Claus Bo Larsen (DEN) |
| 1 april 2009 «onderlinge duels» 20:00 (UTC+1) | Crouch 29' Terry 85' | Verslag | 74' Sjevtsjenko | Wembley Stadium, Londen Toeschouwers: 87.548 Scheidsrechter: Claus Bo Larsen (DEN) |

|                                              |            |         |                                                      |                                                                                               |
| 6 juni 2009 «onderlinge duels» 21:00 (UTC+6) | Kazachstan | 0 – 4   | Engeland                                             | Almatı Ortalıq Stadionı, Almaty Toeschouwers: 24.000 Scheidsrechter: Kristinn Jakobsson (ISL) |
| 6 juni 2009 «onderlinge duels» 21:00 (UTC+6) |            | Verslag | 40' Barry 45+1' Heskey 72' Rooney 77' (pen.) Lampard | Almatı Ortalıq Stadionı, Almaty Toeschouwers: 24.000 Scheidsrechter: Kristinn Jakobsson (ISL) |

|                                              |                                                   |         |                      |                                                                              |
| 6 juni 2009 «onderlinge duels» 19:00 (UTC+3) | Wit-Rusland                                       | 5 – 1   | Andorra              | Nemanstadion, Grodno Toeschouwers: 8.500 Scheidsrechter: Robert Kranjc (SLO) |
| 6 juni 2009 «onderlinge duels» 19:00 (UTC+3) | Bliznyuk 2', 76' Kalachev 44' Kornilenko 50', 65' | Verslag | 90+3' (pen.) I. Lima | Nemanstadion, Grodno Toeschouwers: 8.500 Scheidsrechter: Robert Kranjc (SLO) |

|                                              |                      |         |                         |                                                                                |
| 6 juni 2009 «onderlinge duels» 20:15 (UTC+2) | Kroatië              | 2 – 2   | Oekraïne                | Maksimirstadion, Zagreb Toeschouwers: 32.073 Scheidsrechter: Terje Hauge (NOR) |
| 6 juni 2009 «onderlinge duels» 20:15 (UTC+2) | Petrić 2' Modrić 68' | Verslag | 13' Sjevtsjenko 54' Gai | Maksimirstadion, Zagreb Toeschouwers: 32.073 Scheidsrechter: Terje Hauge (NOR) |

|                                               |                    |         |                 |                                                                                        |
| 10 juni 2009 «onderlinge duels» 20:00 (UTC+3) | Oekraïne           | 2 – 1   | Kazachstan      | Valeri Lobanovskystadion, Kiev Toeschouwers: 11.500 Scheidsrechter: Bruno Paixão (POR) |
| 10 juni 2009 «onderlinge duels» 20:00 (UTC+3) | Nazarenko 33', 47' | Verslag | 19' Nusserbayev | Valeri Lobanovskystadion, Kiev Toeschouwers: 11.500 Scheidsrechter: Bruno Paixão (POR) |

|                                               |                                                      |         |         |                                                                                |
| 10 juni 2009 «onderlinge duels» 20:15 (UTC+1) | Engeland                                             | 6 – 0   | Andorra | Wembley Stadium, Londen Toeschouwers: 57.897 Scheidsrechter: Bas Nijhuis (NED) |
| 10 juni 2009 «onderlinge duels» 20:15 (UTC+1) | Rooney 4', 39' Lampard 29' Defoe 73', 76' Crouch 81' | Verslag |         | Wembley Stadium, Londen Toeschouwers: 57.897 Scheidsrechter: Bas Nijhuis (NED) |

|                                                   |                 |         |                           |                                                                             |
| 12 augustus 2009 «onderlinge duels» 21:15 (UTC+3) | Wit-Rusland     | 1 – 3   | Kroatië                   | Dinamostadion, Minsk Toeschouwers: 21.651 Scheidsrechter: Felix Brych (DUI) |
| 12 augustus 2009 «onderlinge duels» 21:15 (UTC+3) | Verkhovtsov 81' | Verslag | 22', 85' Olić 69' Eduardo | Dinamostadion, Minsk Toeschouwers: 21.651 Scheidsrechter: Felix Brych (DUI) |

|                                                   |                                                                                           |         |         |                                                                                           |
| 5 september 2009 «onderlinge duels» 17:00 (UTC+3) | Oekraïne                                                                                  | 5 – 0   | Andorra | Valeri Lobanovskystadion, Kiev Toeschouwers: 14.870 Scheidsrechter: Andrejs Sipailo (LAT) |
| 5 september 2009 «onderlinge duels» 17:00 (UTC+3) | Jarmolenko 18' Milevsky 45+2', 90+2' (pen.) Sjevtsjenko 72' (pen.) Seleznjov 90+4' (pen.) | Verslag |         | Valeri Lobanovskystadion, Kiev Toeschouwers: 14.870 Scheidsrechter: Andrejs Sipailo (LAT) |

|                                                   |             |         |             |                                                                                  |
| 5 september 2009 «onderlinge duels» 20:30 (UTC+2) | Kroatië     | 1 – 0   | Wit-Rusland | Maksimirstadion, Zagreb Toeschouwers: 25.628 Scheidsrechter: Konrad Plautz (AUT) |
| 5 september 2009 «onderlinge duels» 20:30 (UTC+2) | Rakitić 24' | Verslag |             | Maksimirstadion, Zagreb Toeschouwers: 25.628 Scheidsrechter: Konrad Plautz (AUT) |

|                                                   |             |       |          |                                                                               |
| 9 september 2009 «onderlinge duels» 20:00 (UTC+3) | Wit-Rusland | 0 – 0 | Oekraïne | Dinamostadion, Minsk Toeschouwers: 21.727 Scheidsrechter: Viktor Kassai (HUN) |
| 9 september 2009 «onderlinge duels» 20:00 (UTC+3) | Verslag     |       |          | Dinamostadion, Minsk Toeschouwers: 21.727 Scheidsrechter: Viktor Kassai (HUN) |

|                                                   |             |         |                                     |                                                                                    |
| 9 september 2009 «onderlinge duels» 20:00 (UTC+2) | Andorra     | 1 – 3   | Kazachstan                          | Comunal, Andorra la Vella Toeschouwers: 510 Scheidsrechter: Albert Toussaint (LUX) |
| 9 september 2009 «onderlinge duels» 20:00 (UTC+2) | Sonejee 70' | Verslag | 14', 35' Chizjnitsjenko 29' Baltiev | Comunal, Andorra la Vella Toeschouwers: 510 Scheidsrechter: Albert Toussaint (LUX) |

|                                                   |                                                    |         |             |                                                                                             |
| 9 september 2009 «onderlinge duels» 20:00 (UTC+1) | Engeland                                           | 5 – 1   | Kroatië     | Wembley Stadium, Londen Toeschouwers: 87.319 Scheidsrechter: Alberto Undiano Mallenco (ESP) |
| 9 september 2009 «onderlinge duels» 20:00 (UTC+1) | Lampard 7' (pen.), 59' Gerrard 18', 67' Rooney 77' | Verslag | 71' Eduardo | Wembley Stadium, Londen Toeschouwers: 87.319 Scheidsrechter: Alberto Undiano Mallenco (ESP) |

|                                                  |                                             |         |            |                                                                                                |
| 10 oktober 2009 «onderlinge duels» 18:00 (UTC+3) | Wit-Rusland                                 | 4 – 0   | Kazachstan | Regionaal Sportcomplex Brestsky, Brest Toeschouwers: 10.000 Scheidsrechter: Saïd Ennjimi (FRA) |
| 10 oktober 2009 «onderlinge duels» 18:00 (UTC+3) | Bardachov 23' Kalachev 69', 90+3' Kovel 86' | Verslag |            | Regionaal Sportcomplex Brestsky, Brest Toeschouwers: 10.000 Scheidsrechter: Saïd Ennjimi (FRA) |

|                                                  |               |         |          |                                                                                       |
| 10 oktober 2009 «onderlinge duels» 19:15 (UTC+3) | Oekraïne      | 1 – 0   | Engeland | Dnipro-Arena, Dnipropetrovsk Toeschouwers: 31.000 Scheidsrechter: Damir Skomina (SLO) |
| 10 oktober 2009 «onderlinge duels» 19:15 (UTC+3) | Nazarenko 29' | Verslag |          | Dnipro-Arena, Dnipropetrovsk Toeschouwers: 31.000 Scheidsrechter: Damir Skomina (SLO) |

|                                                  |         |         |                                                                                           |                                                                                 |
| 14 oktober 2009 «onderlinge duels» 17:30 (UTC+2) | Andorra | 0 – 6   | Oekraïne                                                                                  | Comunal, Andorra la Vella Toeschouwers: 820 Scheidsrechter: Craig Thomson (SCO) |
| 14 oktober 2009 «onderlinge duels» 17:30 (UTC+2) |         | Verslag | 22' Sjevtsjenko 61' Goesjev 69' (e.d.) I. Lima 80' Rakitskiy 81' Seleznjov 83' Jarmolenko | Comunal, Andorra la Vella Toeschouwers: 820 Scheidsrechter: Craig Thomson (SCO) |

|                                                  |                    |         |                              |                                                                                   |
| 14 oktober 2009 «onderlinge duels» 21:30 (UTC+6) | Kazachstan         | 1 – 2   | Kroatië                      | Astana Arena, Astana Toeschouwers: 10.250 Scheidsrechter: Claudio Circhetta (SUI) |
| 14 oktober 2009 «onderlinge duels» 21:30 (UTC+6) | Chizjnitsjenko 26' | Verslag | 10' Vukojević 90+3' Kranjčar | Astana Arena, Astana Toeschouwers: 10.250 Scheidsrechter: Claudio Circhetta (SUI) |

|                                                  |                                    |         |             |                                                                                    |
| 14 oktober 2009 «onderlinge duels» 20:00 (UTC+1) | Engeland                           | 3 – 0   | Wit-Rusland | Wembley Stadium, Londen Toeschouwers: 76.897 Scheidsrechter: Lucílio Batista (POR) |
| 14 oktober 2009 «onderlinge duels» 20:00 (UTC+1) | Crouch 4', 76' Wright-Phillips 60' | Verslag |             | Wembley Stadium, Londen Toeschouwers: 76.897 Scheidsrechter: Lucílio Batista (POR) |

### Groep 7
Frankrijk had een hopeloos EK achter de rug met één punt uit drie wedstrijden, het scoorde maar één doelpunt en had maar liefst zes doelpunten tegen. Er was veel kritiek op coach Raymond Domenech, maar hij bleef zitten en werd zelfs recordhouder bondscoach, hij trainde voor de 75e keer "Les Bleus". De start voor het WK was beroerd, een 3-1 nederlaag tegen Oostenrijk, waar de vooral in de eerste helft van de jaren nul succesvolle oud-bondscoach van Tsjechië Karel Brückner de nieuwe bondscoach was. Het zou de enige overwinning van Brückner zijn en in april nam hij ontslag. Frankrijk herstelde zich met een 2-1 zege op Servië, maar na een 2-2 gelijkspel tegen Roemenië, waarbij een 2-0 achterstand werd goed gemaakt, had Frankrijk aan het einde van 2008 vijf punten achterstand (en een wedstrijd minder gespeeld) op Servië en het verrassende Litouwen, dat  de cyclus begon met duidelijke zeges op Roemenië(0-3) en Oostenrijk (2-0).
In het voorjaar van 2009 zette Frankrijk orde op zaken door tweemaal minimaal met 1-0 te winnen van Litouwen, Franck Ribéry was in beide wedstrijden de matchwinner. Litouwen viel weg als kanshebber en zou daarna nog drie keer achter elkaar verliezen, Roemenië en Oostenrijk speelden tevens geen rol van betekenis. Servië bleef winnen en had aan het einde van het seizoen 2008/2009 acht punten voorsprong op Frankrijk, maar twee wedstrijden meer gespeeld.
Frankrijk verzuimde dichterbij Servië te komen door met 1-1 gelijk te spelen tegen Roemenië en moest nu winnen van Servië om nog kans te maken op rechtstreekse kwalificatie, het gat was vier punten. In een ruzie-achtige sfeer, waarbij aanvoerder Thierry Henry flinke kritiek had op Domenech begon de wedstrijd dramatisch voor de Fransen, na tien minuten ontving doelman Hugo Lloris een rode kaart, de daaropvolgende strafschop werd benut, doelman Vladimir Stojković van Servië stelde Henry in staat te scoren. Servië bleef makkelijk overeind, tekenend voor de sfeer van het Franse team was dat het grote talent Karim Benzema verklaarde dat hij in zijn vijf minuten invalbeurt niet zijn best deed. Servië stelde kwalificatie veilig na een 5-0 zege op Roemenië, Frankrijk moest in de Play-Offs spelen tegen Ierland.
| Nr. | Land       | GW | W | G | V | DV | DT | DS  | Ptn | Resultaat                              |
| --- | ---------- | -- | - | - | - | -- | -- | --- | --- | -------------------------------------- |
| 1   | Servië     | 10 | 7 | 1 | 2 | 22 | 8  | +14 | 22  | Gekwalificeerd voor het hoofdtoernooi. |
| 2   | Frankrijk  | 10 | 6 | 3 | 1 | 18 | 9  | +9  | 21  | Play-off                               |
| 3   | Oostenrijk | 10 | 4 | 2 | 4 | 14 | 15 | –1  | 14  |                                        |
| 4   | Litouwen   | 10 | 4 | 0 | 6 | 10 | 11 | –1  | 12  |                                        |
| 5   | Roemenië   | 10 | 3 | 3 | 4 | 12 | 18 | –6  | 12  |                                        |
| 6   | Faeröer    | 10 | 1 | 1 | 8 | 5  | 20 | –15 | 4   |                                        |

|                                                   |          |         |                                             | |
| 6 september 2008 «onderlinge duels» 21:00 (UTC+3) | Roemenië | 0 – 3   | Litouwen                                    | Dr.-Constantin-Rădulescustadion, Cluj-Napoca Toeschouwers: 14.000 Scheidsrechter: Alan Kelly (IRL) |
| 6 september 2008 «onderlinge duels» 21:00 (UTC+3) |          | Verslag | 31' Stankevičius 69' Mikoliūnas 86' Kalonas | Dr.-Constantin-Rădulescustadion, Cluj-Napoca Toeschouwers: 14.000 Scheidsrechter: Alan Kelly (IRL) |

|                                                   |                                  |         |         |                                                                                        |
| 6 september 2008 «onderlinge duels» 20:15 (UTC+2) | Servië                           | 2 – 0   | Faeröer | Rode Sterstadion, Belgrado Toeschouwers: 9.615 Scheidsrechter: Aleksej Nikolajev (RUS) |
| 6 september 2008 «onderlinge duels» 20:15 (UTC+2) | J. Jacobsen 30' (e.d.) Žigić 88' | Verslag |         | Rode Sterstadion, Belgrado Toeschouwers: 9.615 Scheidsrechter: Aleksej Nikolajev (RUS) |

|                                                   |                                              |         |           |                                                                                       |
| 6 september 2008 «onderlinge duels» 20:45 (UTC+2) | Oostenrijk                                   | 3 – 1   | Frankrijk | Ernst Happelstadion, Wenen Toeschouwers: 48.000 Scheidsrechter: Claus Bo Larsen (DEN) |
| 6 september 2008 «onderlinge duels» 20:45 (UTC+2) | Janko 8' Aufhauser 41' Ivanschitz 72' (pen.) | Verslag | 61' Govou | Ernst Happelstadion, Wenen Toeschouwers: 48.000 Scheidsrechter: Claus Bo Larsen (DEN) |

|                                                    |         |         |           |                                                                               |
| 10 september 2008 «onderlinge duels» 17:30 (UTC+1) | Faeröer | 0 – 1   | Roemenië  | Tórsvøllur, Tórshavn Toeschouwers: 805 Scheidsrechter: Marijo Strahonja (CRO) |
| 10 september 2008 «onderlinge duels» 17:30 (UTC+1) |         | Verslag | 59' Cociș | Tórsvøllur, Tórshavn Toeschouwers: 805 Scheidsrechter: Marijo Strahonja (CRO) |

|                                                    |                       |         |            |                                                                                        |
| 10 september 2008 «onderlinge duels» 20:30 (UTC+3) | Litouwen              | 2 – 0   | Oostenrijk | Sūduvastadion, Marijampolė Toeschouwers: 4.500 Scheidsrechter: Paolo Tagliavento (ITA) |
| 10 september 2008 «onderlinge duels» 20:30 (UTC+3) | Danilevičius 52', 58' | Verslag |            | Sūduvastadion, Marijampolė Toeschouwers: 4.500 Scheidsrechter: Paolo Tagliavento (ITA) |

|                                                    |                      |         |              |                                                                                              |
| 10 september 2008 «onderlinge duels» 21:00 (UTC+2) | Frankrijk            | 2 – 1   | Servië       | Stade de France, Saint-Denis Toeschouwers: 53.027 Scheidsrechter: Olegário Benquerença (POR) |
| 10 september 2008 «onderlinge duels» 21:00 (UTC+2) | Henry 53' Anelka 63' | Verslag | 75' Ivanović | Stade de France, Saint-Denis Toeschouwers: 53.027 Scheidsrechter: Olegário Benquerença (POR) |

|                                                  |           |         |             |                                                                              |
| 11 oktober 2008 «onderlinge duels» 16:00 (UTC+1) | Faeröer   | 1 – 1   | Oostenrijk  | Tórsvøllur, Tórshavn Toeschouwers: 1.800 Scheidsrechter: Darko Čeferin (SLO) |
| 11 oktober 2008 «onderlinge duels» 16:00 (UTC+1) | Løkin 47' | Verslag | 49' Stranzl | Tórsvøllur, Tórshavn Toeschouwers: 1.800 Scheidsrechter: Darko Čeferin (SLO) |

|                                                  |                                  |         |          |                                                                                              |
| 11 oktober 2008 «onderlinge duels» 20:15 (UTC+2) | Servië                           | 3 – 0   | Litouwen | Rode Sterstadion, Belgrado Toeschouwers: 22.000 Scheidsrechter: Manuel Mejuto González (ESP) |
| 11 oktober 2008 «onderlinge duels» 20:15 (UTC+2) | Ivanović 6' Krasić 34' Žigić 82' | Verslag |          | Rode Sterstadion, Belgrado Toeschouwers: 22.000 Scheidsrechter: Manuel Mejuto González (ESP) |

|                                                  |                       |         |                         |                                                                                          |
| 11 oktober 2008 «onderlinge duels» 21:40 (UTC+3) | Roemenië              | 2 – 2   | Frankrijk               | Stadionul Farul, Constanța Toeschouwers: 12.800 Scheidsrechter: Frank De Bleeckere (BEL) |
| 11 oktober 2008 «onderlinge duels» 21:40 (UTC+3) | F. Petre 6' Goian 17' | Verslag | 36' Ribéry 69' Gourcuff | Stadionul Farul, Constanța Toeschouwers: 12.800 Scheidsrechter: Frank De Bleeckere (BEL) |

|                                                  |                  |         |         | |
| 15 oktober 2008 «onderlinge duels» 19:00 (UTC+3) | Litouwen         | 1 – 0   | Faeröer | S. Dariaus- en S. Girėnostadion, Kaunas Toeschouwers: 5.000 Scheidsrechter: Kostas Kapitanis (CYP) |
| 15 oktober 2008 «onderlinge duels» 19:00 (UTC+3) | Danilevičius 20' | Verslag |         | S. Dariaus- en S. Girėnostadion, Kaunas Toeschouwers: 5.000 Scheidsrechter: Kostas Kapitanis (CYP) |

|                                                  |            |         |                                        |                                                                                  |
| 15 oktober 2008 «onderlinge duels» 20:30 (UTC+2) | Oostenrijk | 1 – 3   | Servië                                 | Ernst Happelstadion, Wenen Toeschouwers: 47.998 Scheidsrechter: Mike Riley (ENG) |
| 15 oktober 2008 «onderlinge duels» 20:30 (UTC+2) | Janko 80'  | Verslag | 15' Krasić 18' Jovanović 24' Obradović | Ernst Happelstadion, Wenen Toeschouwers: 47.998 Scheidsrechter: Mike Riley (ENG) |

|                                                |                       |         |                                              |                                                                                        |
| 28 maart 2009 «onderlinge duels» 19:45 (UTC+2) | Roemenië              | 2 – 3   | Servië                                       | Stadionul Farul, Constanța Toeschouwers: 15.000 Scheidsrechter: Matteo Trefoloni (ITA) |
| 28 maart 2009 «onderlinge duels» 19:45 (UTC+2) | Marica 50' Stoica 74' | Verslag | 18' Jovanović 44' (e.d.) Stoica 59' Ivanović | Stadionul Farul, Constanța Toeschouwers: 15.000 Scheidsrechter: Matteo Trefoloni (ITA) |

|                                                |          |         |            |                                                                                                  |
| 28 maart 2009 «onderlinge duels» 21:45 (UTC+2) | Litouwen | 0 – 1   | Frankrijk  | S. Dariaus- en S. Girėnostadion, Kaunas Toeschouwers: 8.700 Scheidsrechter: Eric Braamhaar (NED) |
| 28 maart 2009 «onderlinge duels» 21:45 (UTC+2) |          | Verslag | 67' Ribéry | S. Dariaus- en S. Girėnostadion, Kaunas Toeschouwers: 8.700 Scheidsrechter: Eric Braamhaar (NED) |

|                                               |                 |         |            |                                                                                 |
| 1 april 2009 «onderlinge duels» 20:30 (UTC+2) | Oostenrijk      | 2 – 1   | Roemenië   | Hypo-Arena, Klagenfurt Toeschouwers: 23.000 Scheidsrechter: Craig Thomson (SCO) |
| 1 april 2009 «onderlinge duels» 20:30 (UTC+2) | Hoffer 26', 44' | Verslag | 24' Tănase | Hypo-Arena, Klagenfurt Toeschouwers: 23.000 Scheidsrechter: Craig Thomson (SCO) |

|                                               |            |         |          |                                                                                     |
| 1 april 2009 «onderlinge duels» 21:00 (UTC+2) | Frankrijk  | 1 – 0   | Litouwen | Stade de France, Saint-Denis Toeschouwers: 79.543 Scheidsrechter: Howard Webb (ENG) |
| 1 april 2009 «onderlinge duels» 21:00 (UTC+2) | Ribéry 75' | Verslag |          | Stade de France, Saint-Denis Toeschouwers: 79.543 Scheidsrechter: Howard Webb (ENG) |

|                                              |          |         |            |                                                                                     |
| 6 juni 2009 «onderlinge duels» 21:00 (UTC+3) | Litouwen | 0 – 1   | Roemenië   | Sūduvastadion, Marijampolė Toeschouwers: 5.850 Scheidsrechter: Jonas Eriksson (SWE) |
| 6 juni 2009 «onderlinge duels» 21:00 (UTC+3) |          | Verslag | 38' Marica | Sūduvastadion, Marijampolė Toeschouwers: 5.850 Scheidsrechter: Jonas Eriksson (SWE) |

|                                              |                   |         |            |                                                                                   |
| 6 juni 2009 «onderlinge duels» 20:30 (UTC+2) | Servië            | 1 – 0   | Oostenrijk | Rode Sterstadion, Belgrado Toeschouwers: 41.000 Scheidsrechter: Pieter Vink (NED) |
| 6 juni 2009 «onderlinge duels» 20:30 (UTC+2) | Milijaš 7' (pen.) | Verslag |            | Rode Sterstadion, Belgrado Toeschouwers: 41.000 Scheidsrechter: Pieter Vink (NED) |

|                                               |         |         |                           |                                                                          |
| 10 juni 2009 «onderlinge duels» 19:15 (UTC+1) | Faeröer | 0 – 2   | Servië                    | Tórsvøllur, Tórshavn Toeschouwers: 2.896 Scheidsrechter: Meir Levi (ISR) |
| 10 juni 2009 «onderlinge duels» 19:15 (UTC+1) |         | Verslag | 44' Jovanović 69' Subotić | Tórsvøllur, Tórshavn Toeschouwers: 2.896 Scheidsrechter: Meir Levi (ISR) |

|                                                   |         |         |            |                                                                                    |
| 12 augustus 2009 «onderlinge duels» 17:00 (UTC+2) | Faeröer | 0 – 1   | Frankrijk  | Tórsvøllur, Tórshavn Toeschouwers: 2.974 Scheidsrechter: Mihalis Koukoulakis (GRE) |
| 12 augustus 2009 «onderlinge duels» 17:00 (UTC+2) |         | Verslag | 41' Gignac | Tórsvøllur, Tórshavn Toeschouwers: 2.974 Scheidsrechter: Mihalis Koukoulakis (GRE) |

|                                                   |                                     |         |              |                                                                       |
| 5 september 2009 «onderlinge duels» 20:30 (UTC+2) | Oostenrijk                          | 3 – 1   | Faeröer      | UPC Arena, Graz Toeschouwers: 12.300 Scheidsrechter: Marco Borg (MLT) |
| 5 september 2009 «onderlinge duels» 20:30 (UTC+2) | Maierhofer 1' Janko 15', 58' (pen.) | Verslag | 82' A. Olsen | UPC Arena, Graz Toeschouwers: 12.300 Scheidsrechter: Marco Borg (MLT) |

|                                                   |           |         |                   |                                                                                    |
| 5 september 2009 «onderlinge duels» 21:00 (UTC+2) | Frankrijk | 1 – 1   | Roemenië          | Stade de France, Saint-Denis Toeschouwers: 78.209 Scheidsrechter: Ivan Bebek (CRO) |
| 5 september 2009 «onderlinge duels» 21:00 (UTC+2) | Henry 48' | Verslag | 55' (e.d.) Escudé | Stade de France, Saint-Denis Toeschouwers: 78.209 Scheidsrechter: Ivan Bebek (CRO) |

|                                                   |                            |         |                         |                                                                          |
| 9 september 2009 «onderlinge duels» 17:15 (UTC+1) | Faeröer                    | 2 – 1   | Litouwen                | Svangaskarð, Toftir Toeschouwers: 1.942 Scheidsrechter: István Vad (HUN) |
| 9 september 2009 «onderlinge duels» 17:15 (UTC+1) | S. Olsen 13' A. Hansen 34' | Verslag | 22' (pen.) Danilevičius | Svangaskarð, Toftir Toeschouwers: 1.942 Scheidsrechter: István Vad (HUN) |

|                                                   |           |         |              |                                                                                       |
| 9 september 2009 «onderlinge duels» 20:45 (UTC+3) | Roemenië  | 1 – 1   | Oostenrijk   | Stadionul Steaua, Boekarest Toeschouwers: 7.505 Scheidsrechter: Martin Atkinson (ENG) |
| 9 september 2009 «onderlinge duels» 20:45 (UTC+3) | Bucur 54' | Verslag | 83' Schiemer | Stadionul Steaua, Boekarest Toeschouwers: 7.505 Scheidsrechter: Martin Atkinson (ENG) |

|                                                   |                    |         |           |                                                                                       |
| 9 september 2009 «onderlinge duels» 21:00 (UTC+2) | Servië             | 1 – 1   | Frankrijk | Rode Sterstadion, Belgrado Toeschouwers: 49.456 Scheidsrechter: Roberto Rosetti (ITA) |
| 9 september 2009 «onderlinge duels» 21:00 (UTC+2) | Milijaš 12' (pen.) | Verslag | 36' Henry | Rode Sterstadion, Belgrado Toeschouwers: 49.456 Scheidsrechter: Roberto Rosetti (ITA) |

|                                                  |                              |         |                  |                                                                                 |
| 10 oktober 2009 «onderlinge duels» 20:30 (UTC+2) | Oostenrijk                   | 2 – 1   | Litouwen         | Tivoli Neu, Innsbruck Toeschouwers: 14.200 Scheidsrechter: Serge Gumienny (BEL) |
| 10 oktober 2009 «onderlinge duels» 20:30 (UTC+2) | Janko 16' Wallner 80' (pen.) | Verslag | 66' Stankevičius | Tivoli Neu, Innsbruck Toeschouwers: 14.200 Scheidsrechter: Serge Gumienny (BEL) |

|                                                  |                                                            |         |          |                                                                                        |
| 10 oktober 2009 «onderlinge duels» 20:30 (UTC+2) | Servië                                                     | 5 – 0   | Roemenië | Rode Sterstadion, Belgrado Toeschouwers: 39.839 Scheidsrechter: Kostas Kapitanis (CYP) |
| 10 oktober 2009 «onderlinge duels» 20:30 (UTC+2) | Žigić 37' Pantelić 50' Kuzmanović 78' Jovanović 87', 90+3' | Verslag |          | Rode Sterstadion, Belgrado Toeschouwers: 39.839 Scheidsrechter: Kostas Kapitanis (CYP) |

|                                                  |                                                   |         |         |                                                                                      |
| 10 oktober 2009 «onderlinge duels» 21:00 (UTC+2) | Frankrijk                                         | 5 – 0   | Faeröer | Stade du Roudourou, Guingamp Toeschouwers: 16.755 Scheidsrechter: Robert Małek (POL) |
| 10 oktober 2009 «onderlinge duels» 21:00 (UTC+2) | Gignac 34', 38' Gallas 52' Anelka 86' Benzema 88' | Verslag |         | Stade du Roudourou, Guingamp Toeschouwers: 16.755 Scheidsrechter: Robert Małek (POL) |

|                                                  |                                            |         |           |                                                                                   |
| 14 oktober 2009 «onderlinge duels» 21:00 (UTC+3) | Litouwen                                   | 2 – 1   | Servië    | Sūduvastadion, Marijampolė Toeschouwers: 2.000 Scheidsrechter: Anton Guenov (BUL) |
| 14 oktober 2009 «onderlinge duels» 21:00 (UTC+3) | Kalonas 20' (pen.) Stankevičius 68' (pen.) | Verslag | 60' Tošić | Sūduvastadion, Marijampolė Toeschouwers: 2.000 Scheidsrechter: Anton Guenov (BUL) |

|                                                  |                                  |         |          |                                                                                            |
| 14 oktober 2009 «onderlinge duels» 21:00 (UTC+3) | Roemenië                         | 3 – 1   | Faeröer  | Ceahlăulstadion, Piatra Neamț Toeschouwers: 13.000 Scheidsrechter: Alexander Gvardis (RUS) |
| 14 oktober 2009 «onderlinge duels» 21:00 (UTC+3) | Apostol 16' Bucur 65' Mazilu 87' | Verslag | 83' á Bø | Ceahlăulstadion, Piatra Neamț Toeschouwers: 13.000 Scheidsrechter: Alexander Gvardis (RUS) |

|                                                  |                                         |         |            |                                                                                       |
| 14 oktober 2009 «onderlinge duels» 21:00 (UTC+2) | Frankrijk                               | 3 – 1   | Oostenrijk | Stade de France, Saint-Denis Toeschouwers: 78.099 Scheidsrechter: Pedro Proença (POR) |
| 14 oktober 2009 «onderlinge duels» 21:00 (UTC+2) | Benzema 18' Henry 26' (pen.) Gignac 66' | Verslag | 49' Janko  | Stade de France, Saint-Denis Toeschouwers: 78.099 Scheidsrechter: Pedro Proença (POR) |

### Groep 8
Wereldkampioen Italië had een slecht EK achter de rug, het verloor in de eerste ronde met 3-0 van Nederland en werd na strafschoppen uitgeschakeld door Spanje. Het ontsloeg coach Roberto Donadoni en nam Marcelo Lippi opnieuw aan, de man die Italië de titel schonk. De spelersgroep veranderde ook niet echt, het team draaide nog steeds om dertigers als verdediger en aanvoerder Fabio Cannavaro. De belangrijkste concurrenten waren twee landen, die al een tijd waren weggevallen in het internationale voetbal: Bulgarije en Ierland, Montenegro deed voor de eerste keer deel als zelfstandig land, maar speelde geen rol van betekenis. Aan het einde van het seizoen 2008/2009 waren alle belangrijke wedstrijden in een gelijkspel geëindigd, Italië speelde gelijk tegen Ierland en Bulgarije, de twee wedstrijden tussen Bulgarije en Ierland eindigde beiden in een 1-1 gelijkspel. Italië stonden bovenaan met veertien punten uit zes wedstrijden, Ierland had dertien uit zeven, Bulgarije acht uit zes.
De beslissing viel min of meer in de achtste speeldag, toen Italië met 2-0 won van Bulgarije, Italië had voor de beslissende wedstrijd in Ierland vier punten voorsprong, de kansen voor Bulgarije op de Play-Offs waren minimaal met vijf punten achterstand op Ierland. Terwijl Bulgarije zich blameerde tegen Cyprus(4-1 nederlaag) leek het nog spannend te worden voor directe plaatsing toen Ierland met 2-1 voorstond tegen Italië, maar in de laatste minuut scoorde Alberto Gilardino de gelijkmaker. Ierland speelde zes keer gelijk en eindigde in het klassement van nummers twee van de negen groep op de voorlaatste plaats, net genoeg voor deelname aan de Play-Offs, tegenstander was Frankrijk. De laatste vedette van het Bulgaarse team Dimitar Berbatov stopte als international, de aanvaller van Manchester United scoorde in zijn laatste wedstrijd drie doelpunten tegen Georgië
| Nr. | Land       | GW | W | G | V | DV | DT | DS  | Ptn | Resultaat                              |
| --- | ---------- | -- | - | - | - | -- | -- | --- | --- | -------------------------------------- |
| 1   | Italië     | 10 | 7 | 3 | 0 | 18 | 7  | +11 | 24  | Gekwalificeerd voor het hoofdtoernooi. |
| 2   | Ierland    | 10 | 4 | 6 | 0 | 12 | 8  | +4  | 18  | Play-off                               |
| 3   | Bulgarije  | 10 | 3 | 5 | 2 | 17 | 13 | +4  | 14  |                                        |
| 4   | Cyprus     | 10 | 2 | 3 | 5 | 14 | 16 | –2  | 9   |                                        |
| 5   | Montenegro | 10 | 1 | 6 | 3 | 9  | 14 | –5  | 9   |                                        |
| 6   | Georgië    | 10 | 0 | 3 | 7 | 7  | 19 | –12 | 3   |                                        |

|                                                   |             |         |                      |                                                                                              |
| 6 september 2008 «onderlinge duels» 18:00 (UTC+2) | Georgië     | 1 – 2   | Ierland              | Stadion am Bruchweg, Mainz (Duitsland) Toeschouwers: 4.500 Scheidsrechter: Zsolt Szabó (HUN) |
| 6 september 2008 «onderlinge duels» 18:00 (UTC+2) | Kenia 90+2' | Verslag | 13' Doyle 70' Whelan | Stadion am Bruchweg, Mainz (Duitsland) Toeschouwers: 4.500 Scheidsrechter: Zsolt Szabó (HUN) |

|                                                   |                                |         |                              |                                                                                       |
| 6 september 2008 «onderlinge duels» 20:00 (UTC+2) | Montenegro                     | 2 – 2   | Bulgarije                    | Pod Goricomstadion, Podgorica Toeschouwers: 9.000 Scheidsrechter: Oleg Oriechov (UKR) |
| 6 september 2008 «onderlinge duels» 20:00 (UTC+2) | Vučinić 61' Jovetić 82' (pen.) | Verslag | 11' S. Petrov 90+2' Georgiev | Pod Goricomstadion, Podgorica Toeschouwers: 9.000 Scheidsrechter: Oleg Oriechov (UKR) |

|                                                   |               |         |                     |                                                                                            |
| 6 september 2008 «onderlinge duels» 21:45 (UTC+3) | Cyprus        | 1 – 2   | Italië              | Antonis Papadopoulosstadion, Larnaca Toeschouwers: 6.000 Scheidsrechter: Pieter Vink (NED) |
| 6 september 2008 «onderlinge duels» 21:45 (UTC+3) | Aloneftis 28' | Verslag | 8', 90+2' Di Natale | Antonis Papadopoulosstadion, Larnaca Toeschouwers: 6.000 Scheidsrechter: Pieter Vink (NED) |

|                                                    |            |       |         |                                                                                      |
| 10 september 2008 «onderlinge duels» 19:00 (UTC+2) | Montenegro | 0 – 0 | Ierland | Pod Goricomstadion, Podgorica Toeschouwers: 12.000 Scheidsrechter: Sten Kaldma (EST) |
| 10 september 2008 «onderlinge duels» 19:00 (UTC+2) | Verslag    |       |         | Pod Goricomstadion, Podgorica Toeschouwers: 12.000 Scheidsrechter: Sten Kaldma (EST) |

|                                                    |                   |         |         |                                                                                  |
| 10 september 2008 «onderlinge duels» 20:50 (UTC+2) | Italië            | 2 – 0   | Georgië | Stadio Friuli, Udine Toeschouwers: 27.164 Scheidsrechter: Thomas Einwaller (AUT) |
| 10 september 2008 «onderlinge duels» 20:50 (UTC+2) | De Rossi 17', 89' | Verslag |         | Stadio Friuli, Udine Toeschouwers: 27.164 Scheidsrechter: Thomas Einwaller (AUT) |

|                                                  |                 |         |                  |                                                                                           |
| 11 oktober 2008 «onderlinge duels» 20:30 (UTC+4) | Georgië         | 1 – 1   | Cyprus           | Boris Paitsjadzestadion, Tbilisi Toeschouwers: 40.000 Scheidsrechter: Radek Matejek (CZE) |
| 11 oktober 2008 «onderlinge duels» 20:30 (UTC+4) | Kobiasjvili 73' | Verslag | 66' Konstantinou | Boris Paitsjadzestadion, Tbilisi Toeschouwers: 40.000 Scheidsrechter: Radek Matejek (CZE) |

|                                                  |           |       |        |                                                                                                  |
| 11 oktober 2008 «onderlinge duels» 21:15 (UTC+3) | Bulgarije | 0 – 0 | Italië | Vasil Levski Nationaal Stadion, Sofia Toeschouwers: 35.000 Scheidsrechter: Stéphane Lannoy (FRA) |
| 11 oktober 2008 «onderlinge duels» 21:15 (UTC+3) | Verslag   |       |        | Vasil Levski Nationaal Stadion, Sofia Toeschouwers: 35.000 Scheidsrechter: Stéphane Lannoy (FRA) |

|                                                  |         |       |           |                                                                                           |
| 15 oktober 2008 «onderlinge duels» 20:30 (UTC+4) | Georgië | 0 – 0 | Bulgarije | Boris Paitsjadzestadion, Tbilisi Toeschouwers: 35.250 Scheidsrechter: Björn Kuipers (NED) |
| 15 oktober 2008 «onderlinge duels» 20:30 (UTC+4) | Verslag |       |           | Boris Paitsjadzestadion, Tbilisi Toeschouwers: 35.250 Scheidsrechter: Björn Kuipers (NED) |

|                                                  |          |         |        |                                                                               |
| 15 oktober 2008 «onderlinge duels» 19:45 (UTC+1) | Ierland  | 1 – 0   | Cyprus | Croke Park, Dublin Toeschouwers: 55.833 Scheidsrechter: Alexandru Tudor (ROU) |
| 15 oktober 2008 «onderlinge duels» 19:45 (UTC+1) | Keane 5' | Verslag |        | Croke Park, Dublin Toeschouwers: 55.833 Scheidsrechter: Alexandru Tudor (ROU) |

|                                                  |                  |         |             |                                                                              |
| 15 oktober 2008 «onderlinge duels» 20:50 (UTC+2) | Italië           | 2 – 1   | Montenegro  | Via del Mare, Lecce Toeschouwers: 20.162 Scheidsrechter: Pedro Proença (POR) |
| 15 oktober 2008 «onderlinge duels» 20:50 (UTC+2) | Aquilani 8', 29' | Verslag | 19' Vučinić | Via del Mare, Lecce Toeschouwers: 20.162 Scheidsrechter: Pedro Proença (POR) |

|                                                |                       |         |             |                                                                            |
| 11 februari 2009 «onderlinge duels» 19:45 (UTC | Ierland               | 2 – 1   | Georgië     | Croke Park, Dublin Toeschouwers: 45.000 Scheidsrechter: Jouni Hyytiä (FIN) |
| 11 februari 2009 «onderlinge duels» 19:45 (UTC | Keane 73' (pen.), 78' | Verslag | 1' Iasjvili | Croke Park, Dublin Toeschouwers: 45.000 Scheidsrechter: Jouni Hyytiä (FIN) |

|                                                |                                |         |                        |                                                                                              |
| 28 maart 2009 «onderlinge duels» 20:00 (UTC+2) | Cyprus                         | 2 – 1   | Georgië                | Antonis Papadopoulosstadion, Larnaca Toeschouwers: 1.500 Scheidsrechter: Fredy Fautrel (FRA) |
| 28 maart 2009 «onderlinge duels» 20:00 (UTC+2) | Konstantinou 33' Christofi 56' | Verslag | 71' (pen.) Kobiasjvili | Antonis Papadopoulosstadion, Larnaca Toeschouwers: 1.500 Scheidsrechter: Fredy Fautrel (FRA) |

|                                                |            |         |                              |                                                                                          |
| 28 maart 2009 «onderlinge duels» 20:45 (UTC+1) | Montenegro | 0 – 2   | Italië                       | Pod Goricomstadion, Podgorica Toeschouwers: 10.500 Scheidsrechter: Martin Atkinson (ENG) |
| 28 maart 2009 «onderlinge duels» 20:45 (UTC+1) |            | Verslag | 11' (pen.) Pirlo 73' Pazzini | Pod Goricomstadion, Podgorica Toeschouwers: 10.500 Scheidsrechter: Martin Atkinson (ENG) |

|                                              |          |         |                    |                                                                          |
| 28 maart 2009 «onderlinge duels» 19:45 (UTC) | Ierland  | 1 – 1   | Bulgarije          | Croke Park, Dublin Toeschouwers: 60.002 Scheidsrechter: Ivan Bebek (CRO) |
| 28 maart 2009 «onderlinge duels» 19:45 (UTC) | Dunne 1' | Verslag | 74' (e.d.) Kilbane | Croke Park, Dublin Toeschouwers: 60.002 Scheidsrechter: Ivan Bebek (CRO) |

|                                               |                        |         |        | |
| 1 april 2009 «onderlinge duels» 18:00 (UTC+3) | Bulgarije              | 2 – 0   | Cyprus | Vasil Levski Nationaal Stadion, Sofia Toeschouwers: 16.916 Scheidsrechter: Martin Ingvarsson (SWE) |
| 1 april 2009 «onderlinge duels» 18:00 (UTC+3) | Popov 8' Makriev 90+4' | Verslag |        | Vasil Levski Nationaal Stadion, Sofia Toeschouwers: 16.916 Scheidsrechter: Martin Ingvarsson (SWE) |

|                                               |         |       |            |                                                                                           |
| 1 april 2009 «onderlinge duels» 21:00 (UTC+4) | Georgië | 0 – 0 | Montenegro | Boris Paitsjadzestadion, Tbilisi Toeschouwers: 16.000 Scheidsrechter: David Malcolm (NIR) |
| 1 april 2009 «onderlinge duels» 21:00 (UTC+4) | Verslag |       |            | Boris Paitsjadzestadion, Tbilisi Toeschouwers: 16.000 Scheidsrechter: David Malcolm (NIR) |

|                                               |              |         |           |                                                                                   |
| 1 april 2009 «onderlinge duels» 20:50 (UTC+2) | Italië       | 1 – 1   | Ierland   | Stadio San Nicola, Bari Toeschouwers: 48.000 Scheidsrechter: Wolfgang Stark (DUI) |
| 1 april 2009 «onderlinge duels» 20:50 (UTC+2) | Iaquinta 10' | Verslag | 87' Keane | Stadio San Nicola, Bari Toeschouwers: 48.000 Scheidsrechter: Wolfgang Stark (DUI) |

|                                              |               |         |           |                                                                                                  |
| 6 juni 2009 «onderlinge duels» 20:30 (UTC+3) | Bulgarije     | 1 – 1   | Ierland   | Vasil Levski Nationaal Stadion, Sofia Toeschouwers: 38.000 Scheidsrechter: Claus Bo Larsen (DEN) |
| 6 juni 2009 «onderlinge duels» 20:30 (UTC+3) | Telkijski 29' | Verslag | 24' Dunne | Vasil Levski Nationaal Stadion, Sofia Toeschouwers: 38.000 Scheidsrechter: Claus Bo Larsen (DEN) |

|                                              |                                     |         |                     | |
| 6 juni 2009 «onderlinge duels» 20:30 (UTC+3) | Cyprus                              | 2 – 2   | Montenegro          | Antonis Papadopoulosstadion, Larnaca Toeschouwers: 3.000 Scheidsrechter: Carlos Velasco Carballo (ESP) |
| 6 juni 2009 «onderlinge duels» 20:30 (UTC+3) | Konstantinou 13' Michael 45' (pen.) | Verslag | 65', 77' Damjanović | Antonis Papadopoulosstadion, Larnaca Toeschouwers: 3.000 Scheidsrechter: Carlos Velasco Carballo (ESP) |

|                                                   |                                                                |         |            |                                                                                             |
| 5 september 2009 «onderlinge duels» 20:30 (UTC+3) | Bulgarije                                                      | 4 – 1   | Montenegro | Vasil Levski Nationaal Stadion, Sofia Toeschouwers: 7.543 Scheidsrechter: Tony Asumaa (FIN) |
| 5 september 2009 «onderlinge duels» 20:30 (UTC+3) | Kishishev 45+1' Telkijski 49' Berbatov 83' Domovtsjijski 90+1' | Verslag | 9' Jovetić | Vasil Levski Nationaal Stadion, Sofia Toeschouwers: 7.543 Scheidsrechter: Tony Asumaa (FIN) |

|                                                   |         |         |                                |                                                                                           |
| 5 september 2009 «onderlinge duels» 22:00 (UTC+4) | Georgië | 0 – 2   | Italië                         | Boris Paitsjadzestadion, Tbilisi Toeschouwers: 32.000 Scheidsrechter: Marcin Borski (POL) |
| 5 september 2009 «onderlinge duels» 22:00 (UTC+4) |         | Verslag | 56' (e.d.), 66' (e.d.) Kaladze | Boris Paitsjadzestadion, Tbilisi Toeschouwers: 32.000 Scheidsrechter: Marcin Borski (POL) |

|                                                   |          |         |                    |                                                                                 |
| 5 september 2009 «onderlinge duels» 21:30 (UTC+3) | Cyprus   | 1 – 2   | Ierland            | GSP-stadion, Nicosia Toeschouwers: 5.191 Scheidsrechter: Thomas Einwaller (AUT) |
| 5 september 2009 «onderlinge duels» 21:30 (UTC+3) | Elia 30' | Verslag | 5' Doyle 83' Keane | GSP-stadion, Nicosia Toeschouwers: 5.191 Scheidsrechter: Thomas Einwaller (AUT) |

|                                                   |                    |         |           |                                                                                         |
| 9 september 2009 «onderlinge duels» 20:15 (UTC+2) | Montenegro         | 1 – 1   | Cyprus    | Pod Goricomstadion, Podgorica Toeschouwers: 4.000 Scheidsrechter: Carlo Bertolini (SUI) |
| 9 september 2009 «onderlinge duels» 20:15 (UTC+2) | Vučinić 56' (pen.) | Verslag | 63' Okkas | Pod Goricomstadion, Podgorica Toeschouwers: 4.000 Scheidsrechter: Carlo Bertolini (SUI) |

|                                                   |                         |         |           |                                                                                    |
| 9 september 2009 «onderlinge duels» 20:50 (UTC+2) | Italië                  | 2 – 0   | Bulgarije | Olympisch Stadion, Turijn Toeschouwers: 26.122 Scheidsrechter: Florian Meyer (DUI) |
| 9 september 2009 «onderlinge duels» 20:50 (UTC+2) | Grosso 11' Iaquinta 40' | Verslag |           | Olympisch Stadion, Turijn Toeschouwers: 26.122 Scheidsrechter: Florian Meyer (DUI) |

|                                                  |                                                       |         |              |                                                                                              |
| 10 oktober 2009 «onderlinge duels» 20:00 (UTC+3) | Cyprus                                                | 4 – 1   | Bulgarije    | Antonis Papadopoulosstadion, Larnaca Toeschouwers: 3.700 Scheidsrechter: Paul Allaerts (BEL) |
| 10 oktober 2009 «onderlinge duels» 20:00 (UTC+3) | Charalambides 11', 20' Konstantinou 58' Aloneftis 78' | Verslag | 44' Berbatov | Antonis Papadopoulosstadion, Larnaca Toeschouwers: 3.700 Scheidsrechter: Paul Allaerts (BEL) |

|                                                  |                         |         |                 |                                                                                       |
| 10 oktober 2009 «onderlinge duels» 19:00 (UTC+2) | Montenegro              | 2 – 1   | Georgië         | Pod Goricomstadion, Podgorica Toeschouwers: 5.420 Scheidsrechter: Selçuk Dereli (TUR) |
| 10 oktober 2009 «onderlinge duels» 19:00 (UTC+2) | Batak 13' Delibašić 78' | Verslag | 45' Dvalisjvili | Pod Goricomstadion, Podgorica Toeschouwers: 5.420 Scheidsrechter: Selçuk Dereli (TUR) |

|                                                  |                         |         |                              |                                                                           |
| 10 oktober 2009 «onderlinge duels» 20:00 (UTC+1) | Ierland                 | 2 – 2   | Italië                       | Croke Park, Dublin Toeschouwers: 70.670 Scheidsrechter: Terje Hauge (NOR) |
| 10 oktober 2009 «onderlinge duels» 20:00 (UTC+1) | Whelan 8' St Ledger 87' | Verslag | 26' Camoranesi 90' Gilardino | Croke Park, Dublin Toeschouwers: 70.670 Scheidsrechter: Terje Hauge (NOR) |

|                                                  |                                                      |         |                                        |                                                                                                  |
| 14 oktober 2009 «onderlinge duels» 21:00 (UTC+3) | Bulgarije                                            | 6 – 2   | Georgië                                | Vasil Levski Nationaal Stadion, Sofia Toeschouwers: 700 Scheidsrechter: Kristinn Jakobsson (ISL) |
| 14 oktober 2009 «onderlinge duels» 21:00 (UTC+3) | Berbatov 6', 23', 35' M. Petrov 14', 44' Angelov 31' | Verslag | 34' Dvalisjvili 51' (pen.) Kobiasjvili | Vasil Levski Nationaal Stadion, Sofia Toeschouwers: 700 Scheidsrechter: Kristinn Jakobsson (ISL) |

|                                                  |                           |         |                          |                                                                                   |
| 14 oktober 2009 «onderlinge duels» 20:00 (UTC+2) | Italië                    | 3 – 2   | Cyprus                   | Stadio Ennio Tardini, Parma Toeschouwers: 15.009 Scheidsrechter: Alon Yefet (ISR) |
| 14 oktober 2009 «onderlinge duels» 20:00 (UTC+2) | Gilardino 78', 81', 90+2' | Verslag | 12' Makrides 48' Michael | Stadio Ennio Tardini, Parma Toeschouwers: 15.009 Scheidsrechter: Alon Yefet (ISR) |

|                                                  |         |       |            |                                                                               |
| 14 oktober 2009 «onderlinge duels» 19:00 (UTC+1) | Ierland | 0 – 0 | Montenegro | Croke Park, Dublin Toeschouwers: 36.442 Scheidsrechter: Vladimír Hriňák (SVK) |
| 14 oktober 2009 «onderlinge duels» 19:00 (UTC+1) | Verslag |       |            | Croke Park, Dublin Toeschouwers: 36.442 Scheidsrechter: Vladimír Hriňák (SVK) |

### Groep 9
Na het EK, waar Nederland in de eerste ronde met grote cijfers van de toplanden Italië en Frankrijk won maar in de kwartfinales werd uitgeschakeld door outsider Rusland vertrok Marco van Basten als coach, Bert van Marwijk werd aangesteld als opvolger. Zijn eerste actie was het terughalen van middenvelder (en schoonzoon) Mark van Bommel, omdat hij al twee jaar niet meer speelde vanwege zijn slechte relatie met van Basten. In het begin van de cyclus werd de al afscheid genomen Edwin van der Sar teruggevraagd als doelman, aangezien er veel geblesseerden onder de doelmannen waren, de comeback was tijdelijk. Nederland had een rimpelloze campagne en won alle acht wedstrijden. Op de zesde speeldag werd kwalificatie veilig gesteld na een qua score bescheiden maar qua uitvoering overtuigend optreden tegen IJsland, 2-1 in Reykjavik.
De andere vier landen verspeelden veel punten tegen elkaar, Schotland verloor van Macedonië, Macedonië van IJsland en Noorwegen had aan het einde van het seizoen 2008/2009 nog geen wedstrijden gewonnen en stond laatste. Er gloorde hoop na een 4-0 zege op Schotland, maar na een 1-1 gelijkspel tegen IJsland kon de ploeg nog wel tweede in de groep worden, maar zou wel dan als laatste eindigde in het klassement van beste nummers twee. Schotland had nog wel een kans, maar dan moest het winnen van Nederland in Glasgow. Het allang geplaatste Nederland weigerde cadeautjes uit te delen en won met 0-1 door een doelpunt van invaller Eljero Elia.
| Nr. | Land      | GW | W | G | V | DV | DT | DS  | Ptn | Resultaat                                         |
| --- | --------- | -- | - | - | - | -- | -- | --- | --- | ------------------------------------------------- |
| 1   | Nederland | 8  | 8 | 0 | 0 | 17 | 2  | +15 | 24  | Gekwalificeerd voor het hoofdtoernooi.            |
| 2   | Noorwegen | 8  | 2 | 4 | 2 | 9  | 7  | +2  | 10  | Uitgeschakeld voor Play-off als slechtste tweede. |
| 3   | Schotland | 8  | 3 | 1 | 4 | 6  | 11 | –5  | 10  |                                                   |
| 4   | Macedonië | 8  | 2 | 1 | 5 | 5  | 11 | –6  | 7   |                                                   |
| 5   | IJsland   | 8  | 1 | 2 | 5 | 7  | 13 | –6  | 5   |                                                   |

|                                                   |             |         |           |                                                                                  |
| 6 september 2008 «onderlinge duels» 15:00 (UTC+1) | Macedonië   | 1 – 0   | Schotland | Philip II Arena, Skopje Toeschouwers: 9.000 Scheidsrechter: Pavel Královec (CZE) |
| 6 september 2008 «onderlinge duels» 15:00 (UTC+1) | Naumoski 5' | Verslag |           | Philip II Arena, Skopje Toeschouwers: 9.000 Scheidsrechter: Pavel Královec (CZE) |

|                                                   |                         |         |                             |                                                                             |
| 6 september 2008 «onderlinge duels» 19:00 (UTC+2) | Noorwegen               | 2 – 2   | IJsland                     | Ullevaalstadion, Oslo Toeschouwers: 17.254 Scheidsrechter: Alon Yefet (ISR) |
| 6 september 2008 «onderlinge duels» 19:00 (UTC+2) | Iversen 36' (pen.), 50' | Verslag | 39' Helguson 69' Guðjohnsen | Ullevaalstadion, Oslo Toeschouwers: 17.254 Scheidsrechter: Alon Yefet (ISR) |

|                                                  |                       |         |                            |                                                                                      |
| 10 september 2008 «onderlinge duels» 18:30 (UTC) | IJsland               | 1 – 2   | Schotland                  | Laugardalsvöllur, Reykjavik Toeschouwers: 9.767 Scheidsrechter: Serge Gumienny (BEL) |
| 10 september 2008 «onderlinge duels» 18:30 (UTC) | Guðjohnsen 77' (pen.) | Verslag | 18' Broadfoot 59' McFadden | Laugardalsvöllur, Reykjavik Toeschouwers: 9.767 Scheidsrechter: Serge Gumienny (BEL) |

|                                                    |                   |         |                                |                                                                                      |
| 10 september 2008 «onderlinge duels» 20:30 (UTC+1) | Macedonië         | 1 – 2   | Nederland                      | Philip II Arena, Skopje Toeschouwers: 11.000 Scheidsrechter: Grzegorz Gilewski (POL) |
| 10 september 2008 «onderlinge duels» 20:30 (UTC+1) | Pandev 77' (pen.) | Verslag | 46' Heitinga 59' Van der Vaart | Philip II Arena, Skopje Toeschouwers: 11.000 Scheidsrechter: Grzegorz Gilewski (POL) |

|                                                  |           |       |           |                                                                                  |
| 11 oktober 2008 «onderlinge duels» 15:00 (UTC+1) | Schotland | 0 – 0 | Noorwegen | Hampden Park, Glasgow Toeschouwers: 50.205 Scheidsrechter: Massimo Busacca (SUI) |
| 11 oktober 2008 «onderlinge duels» 15:00 (UTC+1) | Verslag   |       |           | Hampden Park, Glasgow Toeschouwers: 50.205 Scheidsrechter: Massimo Busacca (SUI) |

|                                                  |                             |         |         |                                                                                                  |
| 11 oktober 2008 «onderlinge duels» 20:45 (UTC+2) | Nederland                   | 2 – 0   | IJsland | Stadion Feijenoord, Rotterdam Toeschouwers: 37.500 Scheidsrechter: Matteo Simone Trefoloni (ITA) |
| 11 oktober 2008 «onderlinge duels» 20:45 (UTC+2) | Mathijsen 15' Huntelaar 65' | Verslag |         | Stadion Feijenoord, Rotterdam Toeschouwers: 37.500 Scheidsrechter: Matteo Simone Trefoloni (ITA) |

|                                                  |           |         |                |                                                                                |
| 15 oktober 2008 «onderlinge duels» 19:00 (UTC+2) | Noorwegen | 0 – 1   | Nederland      | Ullevaalstadion, Oslo Toeschouwers: 23.840 Scheidsrechter: Konrad Plautz (AUT) |
| 15 oktober 2008 «onderlinge duels» 19:00 (UTC+2) |           | Verslag | 62' Van Bommel | Ullevaalstadion, Oslo Toeschouwers: 23.840 Scheidsrechter: Konrad Plautz (AUT) |

|                                                |                   |         |           |                                                                                     |
| 15 oktober 2008 «onderlinge duels» 18:00 (UTC) | IJsland           | 1 – 0   | Macedonië | Laugardalsvöllur, Reykjavik Toeschouwers: 5.527 Scheidsrechter: Selçuk Dereli (TUR) |
| 15 oktober 2008 «onderlinge duels» 18:00 (UTC) | V. Gunnarsson 16' | Verslag |           | Laugardalsvöllur, Reykjavik Toeschouwers: 5.527 Scheidsrechter: Selçuk Dereli (TUR) |

|                                                |                                                 |         |           |                                                                                       |
| 28 maart 2009 «onderlinge duels» 20:45 (UTC+1) | Nederland                                       | 3 – 0   | Schotland | Amsterdam Arena, Amsterdam Toeschouwers: 50.000 Scheidsrechter: Laurent Duhamel (FRA) |
| 28 maart 2009 «onderlinge duels» 20:45 (UTC+1) | Huntelaar 30' Van Persie 45+1' Kuijt 77' (pen.) | Verslag |           | Amsterdam Arena, Amsterdam Toeschouwers: 50.000 Scheidsrechter: Laurent Duhamel (FRA) |

|                                               |                                                |         |           |                                                                                       |
| 1 april 2009 «onderlinge duels» 20:45 (UTC+2) | Nederland                                      | 4 – 0   | Macedonië | Amsterdam Arena, Amsterdam Toeschouwers: 47.750 Scheidsrechter: Peter Rasmussen (DEN) |
| 1 april 2009 «onderlinge duels» 20:45 (UTC+2) | Kuijt 16', 41' Huntelaar 25' Van der Vaart 88' | Verslag |           | Amsterdam Arena, Amsterdam Toeschouwers: 47.750 Scheidsrechter: Peter Rasmussen (DEN) |

|                                               |                               |         |                   |                                                                                   |
| 1 april 2009 «onderlinge duels» 20:00 (UTC+1) | Schotland                     | 2 – 1   | IJsland           | Hampden Park, Glasgow Toeschouwers: 42.259 Scheidsrechter: Thomas Einwaller (AUT) |
| 1 april 2009 «onderlinge duels» 20:00 (UTC+1) | McCormack 39' S. Fletcher 65' | Verslag | 54' I. Sigurðsson | Hampden Park, Glasgow Toeschouwers: 42.259 Scheidsrechter: Thomas Einwaller (AUT) |

|                                              |           |       |           |                                                                                     |
| 6 juni 2009 «onderlinge duels» 17:45 (UTC+1) | Macedonië | 0 – 0 | Noorwegen | Philip II Arena, Skopje Toeschouwers: 7.000 Scheidsrechter: Paolo Tagliavento (ITA) |
| 6 juni 2009 «onderlinge duels» 17:45 (UTC+1) | Verslag   |       |           | Philip II Arena, Skopje Toeschouwers: 7.000 Scheidsrechter: Paolo Tagliavento (ITA) |

|                                            |                   |         |                           |                                                                                 |
| 6 juni 2009 «onderlinge duels» 18:45 (UTC) | IJsland           | 1 – 2   | Nederland                 | Laugardalsvöllur, Reykjavik Toeschouwers: 9.635 Scheidsrechter: Mike Dean (ENG) |
| 6 juni 2009 «onderlinge duels» 18:45 (UTC) | K. Sigurðsson 87' | Verslag | 8' De Jong 15' Van Bommel | Laugardalsvöllur, Reykjavik Toeschouwers: 9.635 Scheidsrechter: Mike Dean (ENG) |

|                                               |                           |         |         |                                                                                |
| 10 juni 2009 «onderlinge duels» 17:45 (UTC+1) | Macedonië                 | 2 – 0   | IJsland | Philip II Arena, Skopje Toeschouwers: 7.000 Scheidsrechter: Saïd Ennjimi (FRA) |
| 10 juni 2009 «onderlinge duels» 17:45 (UTC+1) | Stojkov 10' Ivanovski 86' | Verslag |         | Philip II Arena, Skopje Toeschouwers: 7.000 Scheidsrechter: Saïd Ennjimi (FRA) |

|                                               |                       |         |           |                                                                                         |
| 10 juni 2009 «onderlinge duels» 20:45 (UTC+2) | Nederland             | 2 – 0   | Noorwegen | Stadion Feijenoord, Rotterdam Toeschouwers: 45.600 Scheidsrechter: Joeri Baskakov (RUS) |
| 10 juni 2009 «onderlinge duels» 20:45 (UTC+2) | Ooijer 32' Robben 50' | Verslag |           | Stadion Feijenoord, Rotterdam Toeschouwers: 45.600 Scheidsrechter: Joeri Baskakov (RUS) |

|                                                   |                                              |         |           |                                                                              |
| 12 augustus 2009 «onderlinge duels» 19:00 (UTC+2) | Noorwegen                                    | 4 – 0   | Schotland | Ullevaalstadion, Oslo Toeschouwers: 24.493 Scheidsrechter: Alain Hamer (LUX) |
| 12 augustus 2009 «onderlinge duels» 19:00 (UTC+2) | J. Riise 35' Pedersen 45', 90' Huseklepp 60' | Verslag |           | Ullevaalstadion, Oslo Toeschouwers: 24.493 Scheidsrechter: Alain Hamer (LUX) |

|                                                   |                        |         |           |                                                                                 |
| 5 september 2009 «onderlinge duels» 15:00 (UTC+1) | Schotland              | 2 – 0   | Macedonië | Hampden Park, Glasgow Toeschouwers: 50.214 Scheidsrechter: Wolfgang Stark (DUI) |
| 5 september 2009 «onderlinge duels» 15:00 (UTC+1) | Brown 56' McFadden 80' | Verslag |           | Hampden Park, Glasgow Toeschouwers: 50.214 Scheidsrechter: Wolfgang Stark (DUI) |

|                                                 |                |         |              |                                                                                       |
| 5 september 2009 «onderlinge duels» 18:45 (UTC) | IJsland        | 1 – 1   | Noorwegen    | Laugardalsvöllur, Reykjavik Toeschouwers: 7.321 Scheidsrechter: Alexandru Tudor (ROU) |
| 5 september 2009 «onderlinge duels» 18:45 (UTC) | Guðjohnsen 29' | Verslag | 11' J. Riise | Laugardalsvöllur, Reykjavik Toeschouwers: 7.321 Scheidsrechter: Alexandru Tudor (ROU) |

|                                                   |                         |         |              |                                                                               |
| 9 september 2009 «onderlinge duels» 20:30 (UTC+2) | Noorwegen               | 2 – 1   | Macedonië    | Ullevaalstadion, Oslo Toeschouwers: 14.776 Scheidsrechter: Bruno Paixão (POR) |
| 9 september 2009 «onderlinge duels» 20:30 (UTC+2) | Helstad 2' J. Riise 25' | Verslag | 79' Grnčarov | Ullevaalstadion, Oslo Toeschouwers: 14.776 Scheidsrechter: Bruno Paixão (POR) |

|                                                   |           |         |           |                                                                                  |
| 9 september 2009 «onderlinge duels» 19:30 (UTC+1) | Schotland | 0 – 1   | Nederland | Hampden Park, Glasgow Toeschouwers: 51.230 Scheidsrechter: Claus Bo Larsen (DEN) |
| 9 september 2009 «onderlinge duels» 19:30 (UTC+1) |           | Verslag | 82' Elia  | Hampden Park, Glasgow Toeschouwers: 51.230 Scheidsrechter: Claus Bo Larsen (DEN) |

## Play-offs
De 8 beste nummers twee plaatsen zich voor de play-offs. Hierin worden telkens twee landen aan elkaar gekoppeld en de winnaar plaatst zich voor het wereldkampioenschap. Omdat er 9 nummers twee zijn, werd er één nummer twee direct uitgeschakeld. Omdat niet elke groep uit evenveel landen bestaat, werden de 8 beste nummers twee bepaald door alleen de resultaten tegen de nummers 1. 3. 4 en 5 van de groep op te tellen. Uiteindelijk bleek Noorwegen de slechtste nummer twee te zijn en was direct uitgeschakeld.

### Deelnemende landen
|   | Land                  | GW | W | G | V | DV | DT | DS | ptn |
| - | --------------------- | -- | - | - | - | -- | -- | -- | --- |
| 4 | Rusland               | 8  | 5 | 1 | 2 | 15 | 6  | 9  | 16  |
| 2 | Griekenland           | 8  | 5 | 1 | 2 | 16 | 9  | 7  | 16  |
| 6 | Oekraïne              | 8  | 4 | 3 | 1 | 10 | 6  | 8  | 15  |
| 7 | Frankrijk             | 8  | 4 | 3 | 1 | 12 | 9  | 3  | 15  |
| 3 | Slovenië              | 8  | 4 | 2 | 2 | 10 | 4  | 6  | 14  |
| 5 | Bosnië en Herzegovina | 8  | 4 | 1 | 3 | 19 | 12 | 7  | 13  |
| 1 | Portugal              | 8  | 3 | 4 | 1 | 9  | 5  | 4  | 13  |
| 8 | Ierland               | 8  | 2 | 6 | 0 | 8  | 6  | 2  | 12  |
| 9 | Noorwegen             | 8  | 2 | 4 | 2 | 9  | 7  | 2  | 10  |

### Loting
Bij de loting voor de playoffs werden de acht landen geplaatst in twee groepen van vier. Plaatsing werd bepaald door de plaats van de landen op de FIFA-wereldranglijst van 16 oktober 2009. De volgende potindeling werd gebruikt voor de loting op 19 oktober in Zürich.
| Team        | FIFA-ranglijst |
| ----------- | -------------- |
| Frankrijk   | 9              |
| Portugal    | 10             |
| Rusland     | 12             |
| Griekenland | 16             |

| Team                  | FIFA-ranglijst |
| --------------------- | -------------- |
| Oekraïne              | 22             |
| Ierland               | 34             |
| Bosnië en Herzegovina | 42             |
| Slovenië              | 49             |

### Schema
| Team 1      | Tot. | Team 2                | 1e wedstr. | 2e wedstr. |
| ----------- | ---- | --------------------- | ---------- | ---------- |
| Ierland     | 1–2  | Frankrijk             | 0 – 1      | 1 – 1      |
| Portugal    | 2–0  | Bosnië en Herzegovina | 1 – 0      | 1 – 0      |
| Griekenland | 1–0  | Oekraïne              | 0 – 0      | 1 – 0      |
| Rusland     | 2–2  | Slovenië              | 2 – 1      | 0 – 1      |

### Wedstrijden

#### Frankrijk - Ierland
Zoals inmiddels vertrouwd vertrok Frankrijk in een rellerige sfeer naar Dublin, vooraf werd coach Raymond Domenech bekritiseerd vanwege zijn selectie-beleid, met name door zijn eigen aanvoerder Thierry Henry. De wedstrijd verliep gunstig voor Frankrijk door een doelpunt van Nicolas Anelka, maar de Ieren zagen nog kansen voor de return in Parijs. De Ieren streden als vanouds voor elke meter en kwamen na een half uur op een 1-0 voorsprong dankzij een doelpunt van Robbie Keane. In de eerste helft had Keane de klus al af kunnen maken, in het vervolg kwam het opnieuw onevenwichige Frankrijk beter in de wedstrijd. In de eerste helft van de verlenging scoorde William Gallas een doelpunt, maar daar ging een overduidelijke handsbal van Henry vooraf. Ierland was niet meer in staat zich op te richten en Frankrijk plaatste zich met de staart tussen de benen. De Ierse voetbalbond was woedend en eiste dat de wedstrijd overgespeeld zou worden. Henry bood zijn excuses aan en vond dat de wedstrijd overgespeeld zou worden,  maar de FIFA besloot anders. Ook Henry werd geen schorsing door de FIFA opgelegd. In 2015 kwam naar voren dat de FIFA vijf miljoen euro aan de Ierse voetbalbond had betaald om niet meer te protesteren tegen de handsbal.
|                                                 |         |         |            |                                                                           |
| 14 november 2009 «onderlinge duels» 20:00 (UTC) | Ierland | 0 – 1   | Frankrijk  | Croke Park, Dublin Toeschouwers: 74.103 Scheidsrechter: Felix Brych (DUI) |
| 14 november 2009 «onderlinge duels» 20:00 (UTC) |         | Verslag | 72' Anelka | Croke Park, Dublin Toeschouwers: 74.103 Scheidsrechter: Felix Brych (DUI) |

|                                                   |             |              |           |                                                                                        |
| 18 november 2009 «onderlinge duels» 21:00 (UTC+1) | Frankrijk   | 1 – 1 (n.v.) | Ierland   | Stade de France, Saint-Denis Toeschouwers: 79.145 Scheidsrechter: Martin Hansson (SWE) |
| 18 november 2009 «onderlinge duels» 21:00 (UTC+1) | Gallas 103' | Verslag      | 32' Keane | Stade de France, Saint-Denis Toeschouwers: 79.145 Scheidsrechter: Martin Hansson (SWE) |

Frankrijk wint over twee wedstrijden met 2–1 en kwalificeert zich voor het hoofdtoernooi.

#### Portugal - Bosnië en Herzegovina
Portugal moest de kwalificatie veilig stellen zonder hun sterspeler Christiano Ronaldo, hij was nog herstellende van een blessure, al stuurde de Portugese voetbalbond nog een uitnodiging. In de thuiswedstrijd won Portugal won met minimaal verschil (doelpunt Bruno Alves) en troffen de Bosniërs drie maal het houtwerk. In de uitwedstrijd zette Portugal na 55 minuten orde op zaken via een doelpunt van Raul Meireles. De doorbraak van het talentvolle Bosnische team liet nog even op zich wachten.
|                                                 |                 |         |                       |                                                                                     |
| 14 november 2009 «onderlinge duels» 20:30 (UTC) | Portugal        | 1 – 0   | Bosnië en Herzegovina | Estádio da Luz, Lissabon Toeschouwers: 60.588 Scheidsrechter: Martin Atkinson (ENG) |
| 14 november 2009 «onderlinge duels» 20:30 (UTC) | Bruno Alves 31' | Verslag |                       | Estádio da Luz, Lissabon Toeschouwers: 60.588 Scheidsrechter: Martin Atkinson (ENG) |

|                                                   |                       |         |                   |                                                                                 |
| 18 november 2009 «onderlinge duels» 20:45 (UTC+1) | Bosnië en Herzegovina | 0 – 1   | Portugal          | Bilino Polje, Zenica Toeschouwers: 15.000 Scheidsrechter: Roberto Rosetti (ITA) |
| 18 november 2009 «onderlinge duels» 20:45 (UTC+1) |                       | Verslag | 56' Raul Meireles | Bilino Polje, Zenica Toeschouwers: 15.000 Scheidsrechter: Roberto Rosetti (ITA) |

Portugal wint over twee wedstrijden met 2–0 en kwalificeert zich voor het hoofdtoernooi.

#### Griekenland - Oekraïne
Wanneer twee defensieve ploegen als Griekenland als Oekraïne moesten strijden om een WK-ticket, dan was het niet verwonderlijk dat er weinig doelpunten zouden vallen. De eerste wedstrijd in Athene eindigde doelpuntloos, mede doordat een doelpunt van Theofanis Gekas werd afgekeurd vanwege vermeend buitenspel. In de tweede wedstrijd bediende de Duitse coach van Griekenland Otto Rehhagel zich weer van zijn favoriete ultra-defensieve systeem en aangezien Oekraïne ook niet overliep van aanvallende dadenkracht was het snel duidelijk dat één goal beslissend zou zijn, Dimitrios Salpigidis zorgde na een half uur namens Griekenland voor die beslissing.
|                                                   |             |       |          | |
| 14 november 2009 «onderlinge duels» 20:00 (UTC+2) | Griekenland | 0 – 0 | Oekraïne | Olympisch Stadion Spyridon Louis, Athene Toeschouwers: 39.045 Scheidsrechter: Laurent Duhamel (FRA) |
| 14 november 2009 «onderlinge duels» 20:00 (UTC+2) | Verslag     |       |          | Olympisch Stadion Spyridon Louis, Athene Toeschouwers: 39.045 Scheidsrechter: Laurent Duhamel (FRA) |

|                                                   |          |         |                |                                                                                       |
| 18 november 2009 «onderlinge duels» 20:00 (UTC+2) | Oekraïne | 0 – 1   | Griekenland    | Donbas Arena, Donetsk Toeschouwers: 31.643 Scheidsrechter: Olegário Benquerença (POR) |
| 18 november 2009 «onderlinge duels» 20:00 (UTC+2) |          | Verslag | 31' Salpigidis | Donbas Arena, Donetsk Toeschouwers: 31.643 Scheidsrechter: Olegário Benquerença (POR) |

Griekenland wint over twee wedstrijden met 1–0 en kwalificeert zich voor het hoofdtoernooi.

#### Rusland - Slovenië
Rusland was vooraf duidelijk de favoriet tegen het verrassende Slovenië en nam een 2-0 voorsprong door twee treffers van Diniyar Bilyaletdinov en had het tweeluik al in de eerste wedstrijd kunnen beslissen. Echter, een hard schot van de Sloveen Robert Koren werd door de Russische doelman Igor Akinfeev niet afdoende gepareerd, waardoor invaller Nejc Pecnik van dichtbij kon inkoppen. De eindstand bleef 2-1 voor Rusland en in de eerste helft in de return in Slovenië kwam Rusland op een 1-0 achterstand door een doelpunt van Zlatko Dedic. Rusland was niet bij machte de achterstand goed te maken en liep nog tegen twee rode kaarten op. Coach Guus Hiddink, die zich voor de laatste drie WK's wel wist te plaatsen met drie verschilende teams beraadde zich om zijn toekomst en besloot zijn contract niet te 
verlengen en de Turkse ploeg te coachen. Slovenië was met Noord-Korea en Algerije de verrassing van de kwalificatie, Rusland de meest opvallende afwezige.
|                                                   |                        |         |            |                                                                                                |
| 14 november 2009 «onderlinge duels» 19:00 (UTC+3) | Rusland                | 2 – 1   | Slovenië   | Olympisch Stadion Loezjniki, Moskou Toeschouwers: 71.600 Scheidsrechter: Claus Bo Larsen (DEN) |
| 14 november 2009 «onderlinge duels» 19:00 (UTC+3) | Bilyaletdinov 40', 52' | Verslag | 88' Pečnik | Olympisch Stadion Loezjniki, Moskou Toeschouwers: 71.600 Scheidsrechter: Claus Bo Larsen (DEN) |

|                                                   |           |         |         |                                                                             |
| 18 november 2009 «onderlinge duels» 20:45 (UTC+1) | Slovenië  | 1 – 0   | Rusland | Ljudski vrt, Maribor Toeschouwers: 12.510 Scheidsrechter: Terje Hauge (NOR) |
| 18 november 2009 «onderlinge duels» 20:45 (UTC+1) | Dedič 44' | Verslag |         | Ljudski vrt, Maribor Toeschouwers: 12.510 Scheidsrechter: Terje Hauge (NOR) |

Na twee wedstrijden stond het 2–2, Slovenië kwalificeert zich voor de eindronde op basis van de uitdoelpunten.